# Colegiata de San Salvio de Albi
La colegiata San Salvio de Albi es una antigua colegiata situada en la ciudad de Albi, en el suroeste de Francia.
La iglesia, dedicada a San Salvio de Albi, muestra un aspecto heterogéneo, donde se refleja la evolución de los métodos de construcción, mezclando el arte románico propio del Languedoc con la arquitectura gótica. La brecha entre ambos estilos también se contrasta en los materiales empleados, piedra para el antiguo y ladrillo foráneo rojo para el nuevo. La duración del proyecto, durante casi siete siglos, estuvo determinada por la alternancia de períodos de prosperidad y carestía. La lectura de la construcción es compleja para los historiadores, ya que también se han producido modificaciones arquitectónicas en las partes terminadas.
El claustro adyacente y la canonjía, un conjunto de antiguas residencias de canónigos, forman con la colegiata un conjunto notable situado a unos cien metros de la catedral de Santa Cecilia y del palacio de la Berbie. Forman parte de la ciudad episcopal de Albi, catalogada como Patrimonio de la Humanidad por la Unesco en 2010.

## Localización y etimología
La colegiata, situada en el casco antiguo de Albi, dentro de la zona catalogada por la Unesco como ciudad episcopal, constituye el corazón del distrito de igual nombre. La iglesia está construida sobre una zona elevada, razón de ser de la torre de vigilancia que proyecta la torre norte.
En el siglo VII, los albigenses pertenecen a la rica familia Desiderii-Salvii. Uno de sus miembros dejó su nombre, San Salvio de Albi, en la colegiata donde está enterrado. A este personaje la leyenda atribuye el título de primer obispo de la ciudad, entre 574 y 584. La colegiata conservó durante un tiempo sus reliquias. El término colegiata traduce la conducción de la misa por el cabildo catedralicio. En este caso, custodia la tumba del santo local. No es la sede de una parroquia. Esto lo proporcionó la cercana iglesia de Sainte-Martiane, demolida durante la Revolución debido a su deterioro.

## Contexto histórico
Según el historiador Jean-Louis Biget, el monasterio dirigido por Salvio de Albi no es propiamente una abadía, sino una comunidad de anacoretas sujetos a la obediencia a su abad. Este tipo de operación podría haberse inspirado en la primera abadía de Lérins.
Se desconoce el sitio del primer monasterio donde Salvi fue monje y fue enterrado. Es una comunidad bien establecida, probablemente bajo el patrocinio de San Sernín de Toulouse: el altar mayor lleva una dedicatoria a este efecto.
El culto a San Salvio, persona de alto linaje, explica la preeminencia de la colegiata sobre la catedral: los obispos de Albi tuvieron allí su entierro hasta 1230 y rindieron homenaje al santo cuando asumían su cargo, de igual manera cómo hacían los poderosos durante su visita a Albi.
En el siglo X, el cabildo de canónigos recibía donaciones de los condes de Toulouse y de los vizcondes de Albi. Sin embargo, no suponía un enriquecimiento para la comunidad: la regla de Chrodegang permitía a la familia donante recuperar los bienes entregados en dote en caso de muerte del religioso y durante una donación, el donante conserva el usufructo de los bienes. Sólo a partir del Concilio de Toulouse de 1056 la aristocracia reconoció la transferencia plena de sus derechos a la iglesia.
Un período de descuido entre los canónigos a principios del siglo XI, fue interrumpido por el establecimiento de la reforma gregoriana. Resultó en la adopción de la Regla de san Agustín. Esta explosión de rigor va acompañada de un nuevo proyecto arquitectónico de estilo románico.
La construcción del burgo de San Salvio forma parte del desarrollo de la ciudad hacia el este: del antiguo Castelviel, el barrio catedralicio y el Castelnau, expandieron la ciudad más allá del promontorio rocoso inicial donde se había asentado. El burgo de San Salvio y el barrio de Combes se crean sobre el mismo eje. La plaza de la Pile, centro neurálgico del comercio albigense, estaba situada en el cruce del distrito episcopal y el burgo de San Salvio.

## Construcción

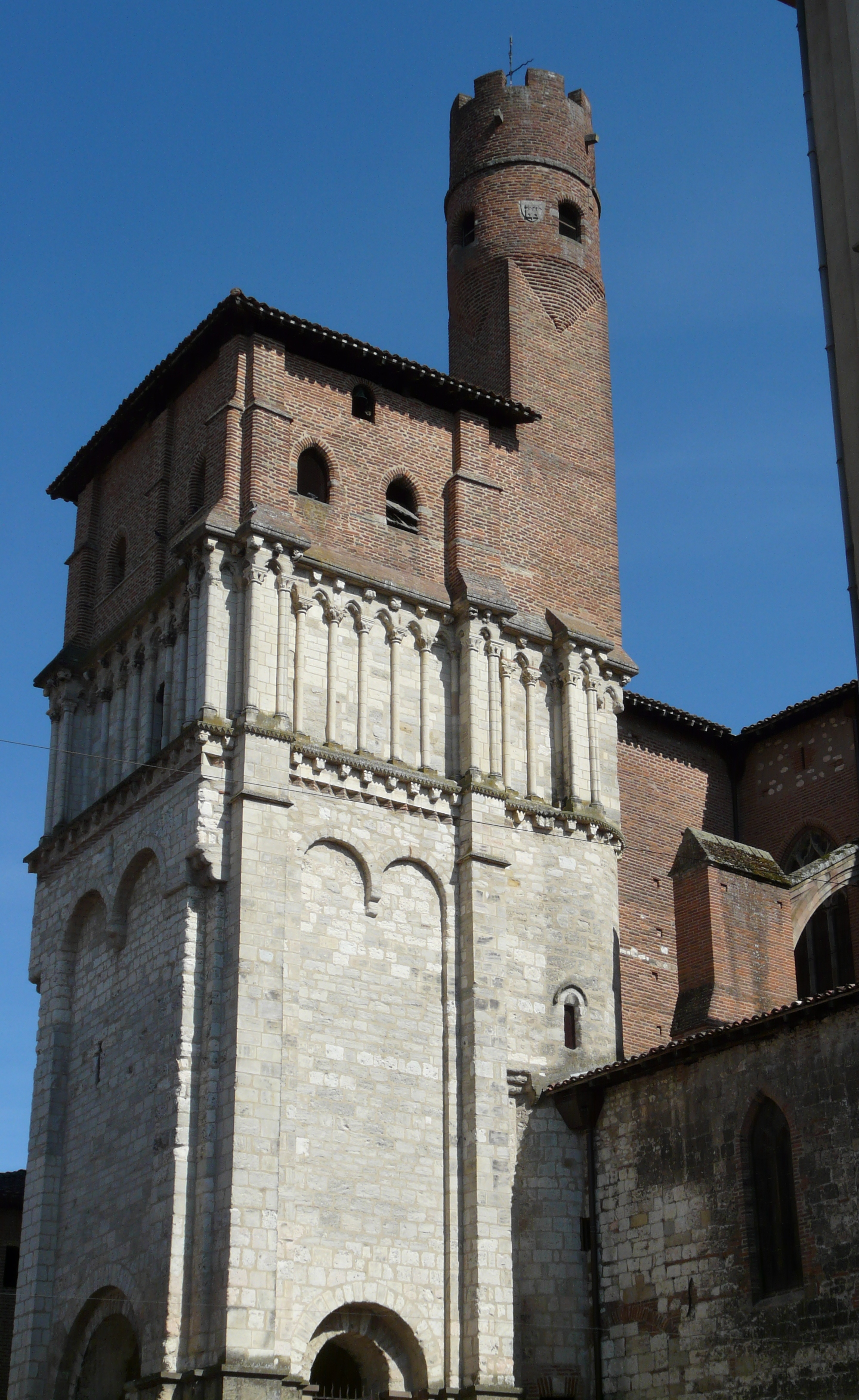
Torre norte que refleja tres épocas de construcción.

### sigloXI
El sitio de construcción se decidió en 1057. Esta fecha corresponde al Concilio de Toulouse y a la reforma gregoriana: la administración de los canónigos se vuelve más rigurosa y sus ingresos aumentan significativamente. La construcción comenzó con la construcción de la torre norte alrededor de 1060-1080. La posición anacrónica de la torre norte en relación con el resto del edificio refleja bien una necesidad topográfica en un lugar donde el terreno no es plano, bien por la presencia de edificios más antiguos cuya demolición sólo se produce de forma gradual.  Para el historiador Jean-Louis Biget, la torre norte se integró en el proyecto más tarde.
Este campanario tuvo una función más diversa que el simple alojamiento de campanas. Su ubicación en el punto más alto de la ciudad lo convertía en una atalaya ideal para en tareas defensivas, desde lo alto de la gachole, una pequeña torre de vigilancia coronando el campanario, cuyo nombre occitano significa vigilancia. Es mucho más alto que el campanario de la antigua catedral románica construida debajo, más cerca de las orillas del río Tarn.
Esta torre aislada se incluyó después en la construcción del edificio religioso. Estas demoras se traducen en un grosor inusual del muro, entre el campanario y el crucero norte, y una discontinuidad en la mampostería del primer piso. La base de esta torre representa un bello ejemplo del arte románico languedociano, con sus muros reforzados con relieves en las esquinas y que sostienen el techo: lesenas y bandas lombardas. Estos elementos característicos se encuentran en los muros de las capillas que dan al transepto. También se les denomina absidiolos dada su posición, aunque exteriormente no sobresalgan del ábside. Se utilizan sistemáticamente arcos de herradura, hasta el punto de que pueden considerarse como un hito del arte románico albigense del siglo XI. Este tipo de arco lo encontramos en los restos de arcadas de la antigua catedral románica.

### sigloXII
Estos elementos acabados en 1100, la obra de la nef dura hasta en 1120. Los siete travées son adjuntas de los dos lados de colaterales cuya peculiaridad es de no  estar alineados sobre las absidioles. Las dimensiones interiores son 67 metros de largo y de 22,5 metros de anchura, hacía con la catedral románica, una de las más amplias de la región albigense. Los voûtes originelles no han sido conservadas, también los historiadores no pueden- qué imaginar una altura a marchar de aquella de los muros novelas en piedra. (en torno a 16 metros.
La iglesia tiene dos accesos. El del norte es un anexo que da a un cementerio. El portal principal es el oeste: conduce, a través de una escalera de unos veinte escalones, a la plaza de la Pile, el centro económico de la ciudad con sus arcadas y medidas de grano. Esta portada tiene cuatro arcadas con arcos de herradura apoyados sobre cinco pilares. La apariencia masiva de este último se ve atenuada por columnas ornamentadas: giros o escalas. Este portal desapareció de la vista de los visitantes desde la construcción de edificios en lugar de la escalera en el siglo XIV. Algunos elementos pudieron ser estudiados por los historiadores, invitados por los vecinos a observarlos en la pared trasera de su casa. Es el caso de los capiteles de la segunda y tercera columnas del norte, que representan el sacrificio de Abraham y la aparición de Jesús a Santa María Magdalena.

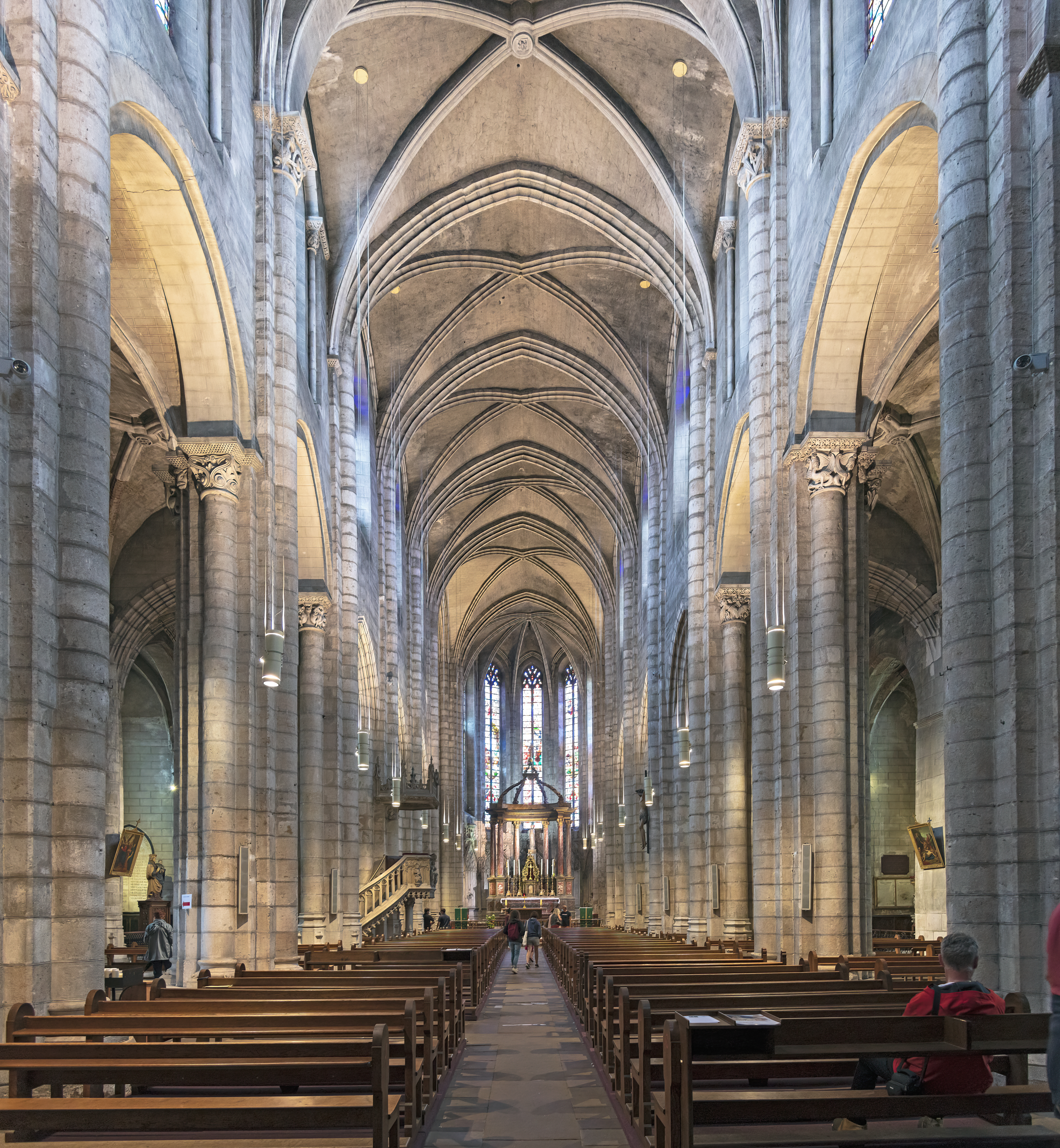
La nave y el coro

Un análisis de la escultura recuerda los de la basílica de San Sernin y el claustro de la basílica de la Dorada de Toulouse. Un dibujo de este portal realizado en el siglo XIX, intenta reconstruir el alzado de la fachada enmascarada. Si las columnas de la planta baja parecen coherentes, las ventanas de la planta superior plantean preguntas a Jean-Louis Biget. Este último, que tuvo oportunidad de ver algunas partes del conjunto, piensa que el autor desconocido del dibujo no había visto los elementos, apoyándose únicamente en los textos descriptivos. La portada norte tiene el característico arco de herradura con arcos. El más externo está trabajado con flores de ocho pétalos, los demás son lisos. Los capiteles presentan hojas de palmera, flores y cestas. Recuerdan, de nuevo, la escuela de Toulouse, al igual que la vecina iglesia de Saint-Michel de Lescure-d'Albigeois, de la misma época. También se trabaja la base de las columnas. Estas esculturas y los textos que las evocan sugieren una datación hacia 1120.

### Período intermedio
En 1130 se produjo un cisma que dividió al clero albigense. El cabildo colegial, como el obispo Humberto de Géraud, apoyó al antipapa Anacleto II, frente al cabildo catedralicio que defendía la fidelidad al papa Inocencio II. Los canónigos, leales al Papa como el resto del clero francés, ganaron el enfrentamiento. Sustituyeron al preboste, abad de la colegiata, por uno de ellos e hicieron derribar la residencia del obispo. Este episodio conduce a una flexibilización de la norma y una modificación del capítulo. La fisura entre los canónigos de San Salvio y los de la catedral permitió al vizconde de Trencavel y al conde de Toulouse recuperar el usufructo de una propiedad perdida en 1080, con la ayuda del obispo Géraud, al que Jean-Louis Biget describió como “su criatura”. El cabildo catedralicio, que salió victorioso del conflicto, impuso el control administrativo sobre la gestión de la colegiata por parte del obispo. Sólo en 1190 el capítulo recuperó sus prerrogativas gracias al nuevo obispo Guilhem Peyre, antiguo miembro de la colegiata. Este acontecimiento se celebra con la elevación de las reliquias de San Salvio desde la cripta a los altares en 1194 y una nueva reforma del cabildo entre 1203 y 1209.

### sigloXIII

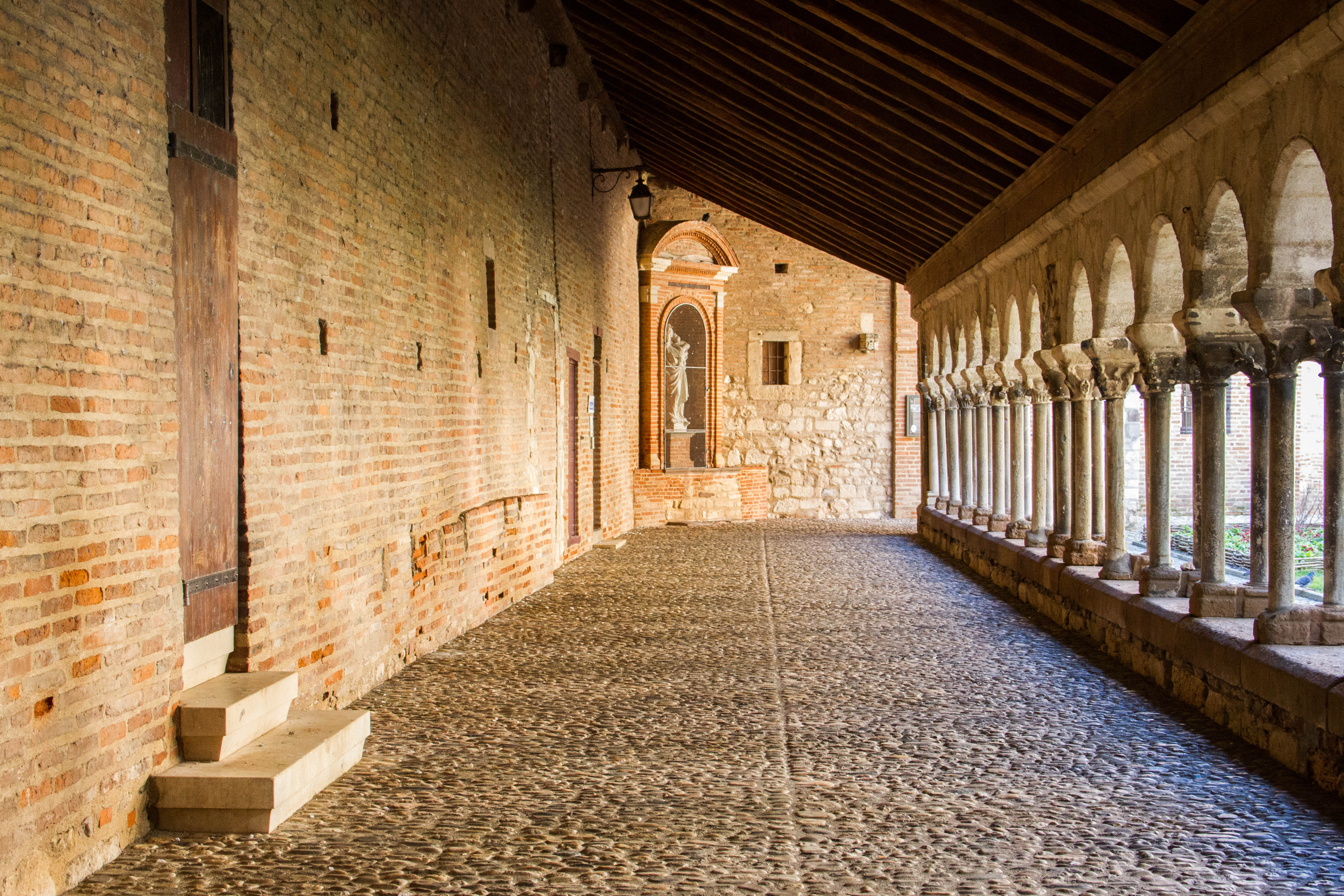
Galería sur del claustro, la única que se conserva en su totalidad.

A principios de siglo, la cruzada albigense se saldó con el despojo de Raimundo II Trencavel, hijo de Raimundo Roger Trencavel, que murió tras la toma de Carcasona en 1209. Sus dominios fueron compartidos entre el nuevo vizconde Simón IV de Montfort, nombrado comandante de la cruzada y los dominios eclesiásticos. La colegiata ganó así parroquias, 29 en 1219 frente a 16 en 1120, pero también señoríos. Este apogeo duró poco: el cabildo colegial comenzó a perder su influencia en beneficio del catedralicio y especialmente del obispo. Guilhem Peyre fue el primer obispo que eligió ser enterrado en la catedral. Su sucesor, Durand de Beaucaire, emprendió la reparación de esta última, hacia 1245 y en 1277, Bernardo de Castanet decidió construir una catedral más grande e instauró una dictadura teocrática a finales del siglo XIII.
Sin embargo, la colegiata debe, debido a la breve recuperación económica, una elevación de un piso del campanario. Sobre una base de ladrillo, una cornisa construida sobre modillones con punta de diamante recuerda elementos arquitectónicos catalanes de la misma época. Arriba, una delgada columnata tiene arcos apuntados en forma de trébol. Los capiteles, todavía de estilo románico, permiten fechar este añadido hacia 1240. Al mismo tiempo se construyó una escalera de caracol en el ángulo occidental formado por la torre y el crucero. Dará su nombre a la torre, que por un tiempo se llamará «torre de la vida» 

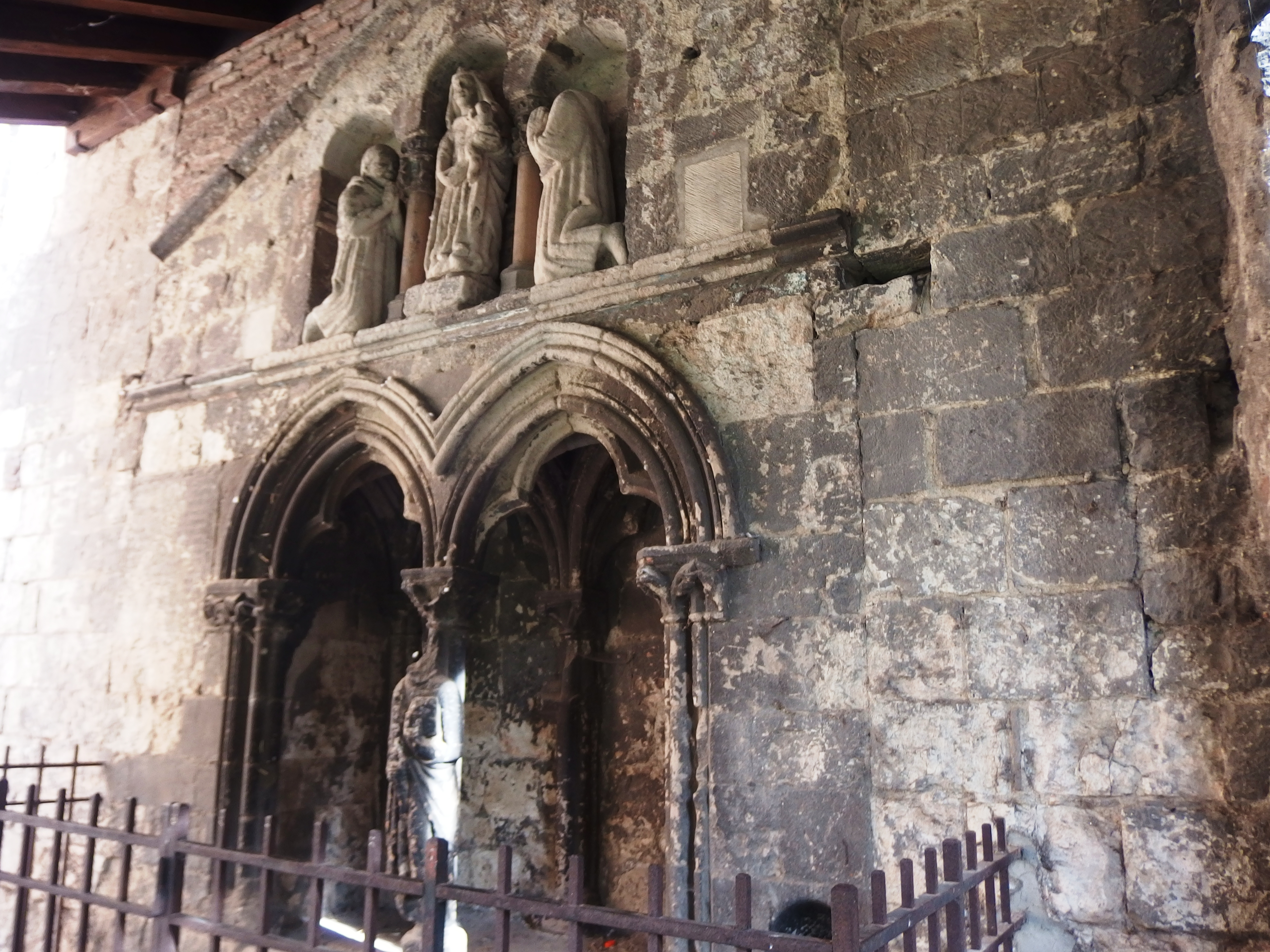
Tumba en llamas de Vidal de Malvezi, albañil autorizado para ser enterrado en el claustro.

Otros proyectos se refieren a edificios conventuales: hospital en 1205 o gallinero y pocilga que dan nombre a las calles de la porcaria y de la galinaria. La casa del preboste y especialmente el claustro marcan la segunda mitad del siglo. Este último adopta una forma trapezoidal dictada por su inserción dentro de un barrio ya urbanizado. Al igual que sus homólogos del sur de Toulouse, mezcla elementos románicos y góticos. La base de piedra labrada sostiene columnas gemelas y pilares esquineros. Los arcos de medio punto románicos se sitúan sobre capiteles de follaje cuyo estilo es gótico. Las esculturas de los capiteles son difíciles de leer dado su mal estado de conservación, pero allí parecen aparecer los apóstoles y los condenados.
Los costosos proyectos episcopales compiten con los del colegio. La necesidad de dinero conduce a la participación interesada: el albañil Vital de Malvesi trabaja con descuento a cambio del derecho a ser enterrado en una tumba en el claustro. La lápida sirve de base a una tumba dividida en compartimentos por dos arcos trifoliados. En la parte inferior persisten restos de pinturas murales. Apoyada contra la columna central hay una estatua de San Pablo. Todo está al último estilo gótico de moda en esa época. Una losa explicaba la construcción. Sin embargo, al volverse ilegible, el texto se conserva gracias a una copia del siglo XVII.
A finales del siglo XIII, varios canónigos fueron acusados de herejía cátara. El obispo Bernardo III de Castanet encabezó el retorno a la ortodoxia con toda la energía y rectitud que le proporcionó su amistad con varios papas. Establece definitivamente la primacía de la catedral de Santa Cecilia sobre la colegiata. Este último utilizó en vano parte de sus ingresos en pleitos contra el cabildo catedralicio durante el siglo XIV. Estos grandes problemas explican la ausencia de grandes proyectos. El campanario sur, en mal estado, requiere obras, en un momento en que la guerra hace útil la caseta de vigilancia. Se tomó la decisión de trasladar las campanas a la torre norte con la caseta de vigilancia. El colegio de canónigos no puede costear todas estas intervenciones y los cónsules de la ciudad, equivalentes al actual consejo municipal, están obligados a contribuir económicamente al proyecto. Dado su coste y moda, el uso del ladrillo es obligatorio. El suelo rojo de la torre norte data de 1382.
Al mismo tiempo, las cofradías decidieron construir con sus propias expensas capillas dedicadas a su santo patrón. Los proyectos se están ejecutando de forma paulatina, sin una planificación general, lo que explica el hueco del muro entre dos y las diferentes alturas de los vanos. Si se utiliza piedra, su equipamiento es más tosco que el del siglo XII. Además de su función como refugio del santo, también sirven como lugar de entierro para las familias más influyentes. Las capillas del sur son de menor profundidad, habiendo limitado el claustro su extensión. La datación precisa de estas capillas es delicada : los textos tardíos están perturbados por cambios de hermandad y los edificios utilizan en ocasiones piedra reutilizada. El conjunto data probablemente de finales del siglo XIV y principios del siglo XV.
Durante el siglo XIV, la necesidad de dinero llevó al alquiler de casas construidas frente al portal oeste. Estas casas, talleres o notarías aún obstruyen la vista de esta antigua entrada del siglo XXI.

### sigloXVyXVI

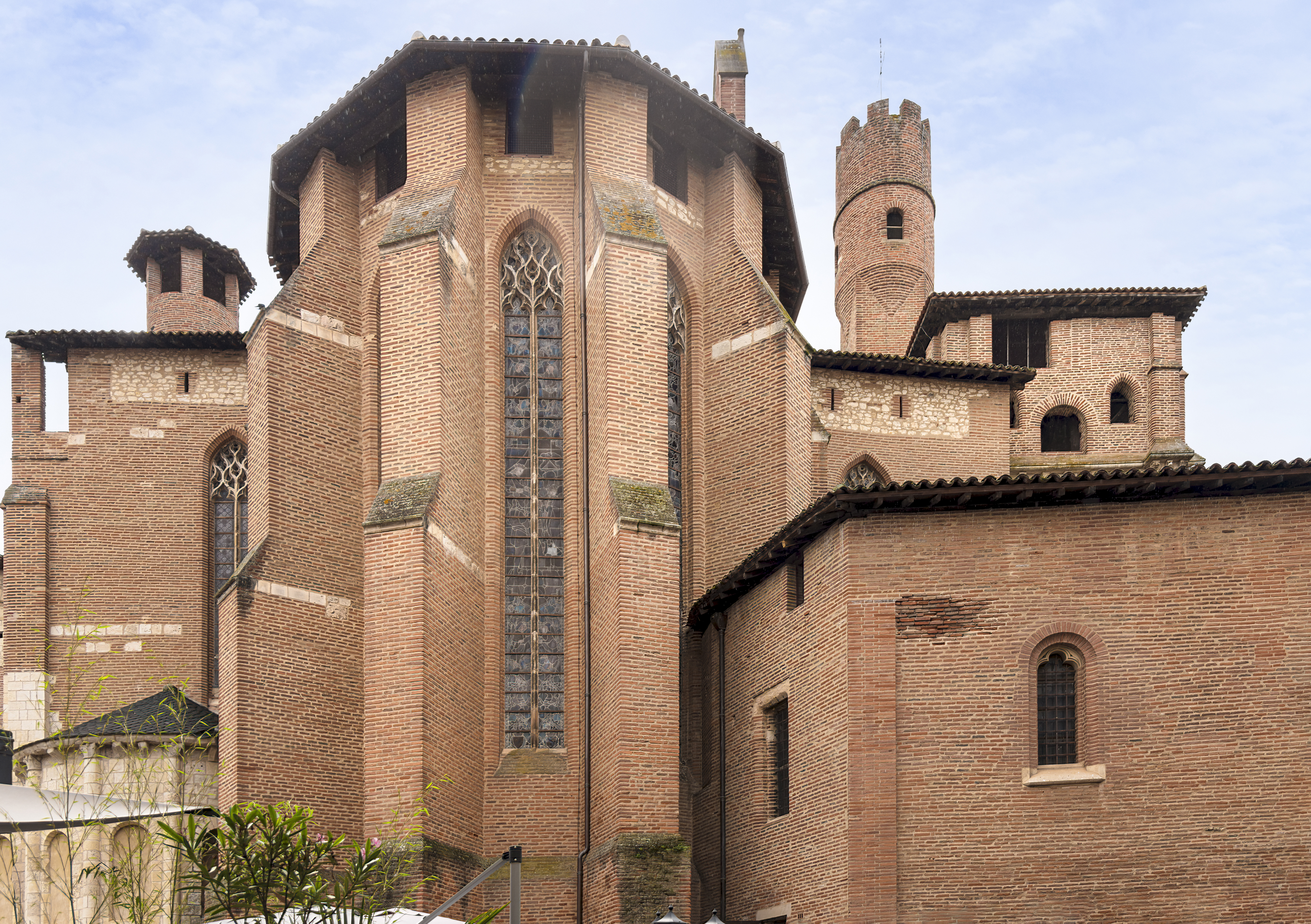
Ábside reconstruido en ladrillo, contiguo a un ábside románico.

Después de este largo período marcado por la falta de financiación y la atonía ciudadana, una sucesión de hambrunas, epidemias de peste, la Guerra de los Cien Años, una renovación se tradujo en proyectos que correspondían a las ambiciones del colegio. Las numerosas donaciones posteriores a 1450 corresponden al bienestar económico de los fieles. Fue la época de la cultura del pastel la que enriqueció considerablemente el País de Cucaña, circunscrito por las ciudades de Albi, Toulouse y Carcasona.
En 1444 se construyó una capilla a San Agustín en el muro este de la torre sur. Es de ladrillo y consta de un vano y un ábside de cinco lados. Una escalera de 262 marches da acceso a la torre de vigilancia, la gachole. Su construcción precede poco después a una obra más grande: la restauración y levantamiento de las bóvedas de la mitad de la nave, el crucero y el coro. Los arcos fajones y diagonales son de piedra, pero el relleno de las bóvedas es de ladrillo. Los muros elevados son del mismo material. Hay bahías en tres paneles de estilo extravagante. Arbotantes, apoyados en los muros de las capillas, sostienen las bóvedas. A la altura de la torre norte se conserva el muro de piedra románico para no afectar a la estructura de la torre. Se conservan las absidiolas románicas, pero el muro que las corona es elevado y presenta largos vanos flamígeros. En un inventario de 1791-1792 se indica un coro remodelado, rodeado por un biombo . De esta época también quedan estatuas, cuyo emplazamiento inicial se desconoce, habiendo sido trasladadas varias veces. Dan testimonio de una búsqueda de realismo por parte de artistas de finales de la Edad Media, pero sin gran delicadeza de ejecución. Se trata de siete estatuas de madera policromada que reconstituyen un calvario: Cristo con cadenas y seis profetas. Dos restauraciones de policromía han hecho que se pierda la huella de la pintura medieval. De la misma época son un Cristo en la cruz policromado, un San Salvio, un busto de santa mujer y una piedad, pero no pertenecen al grupo citado anteriormente. Las dos últimas obras fueron incluidas en el tesoro catedralicio.

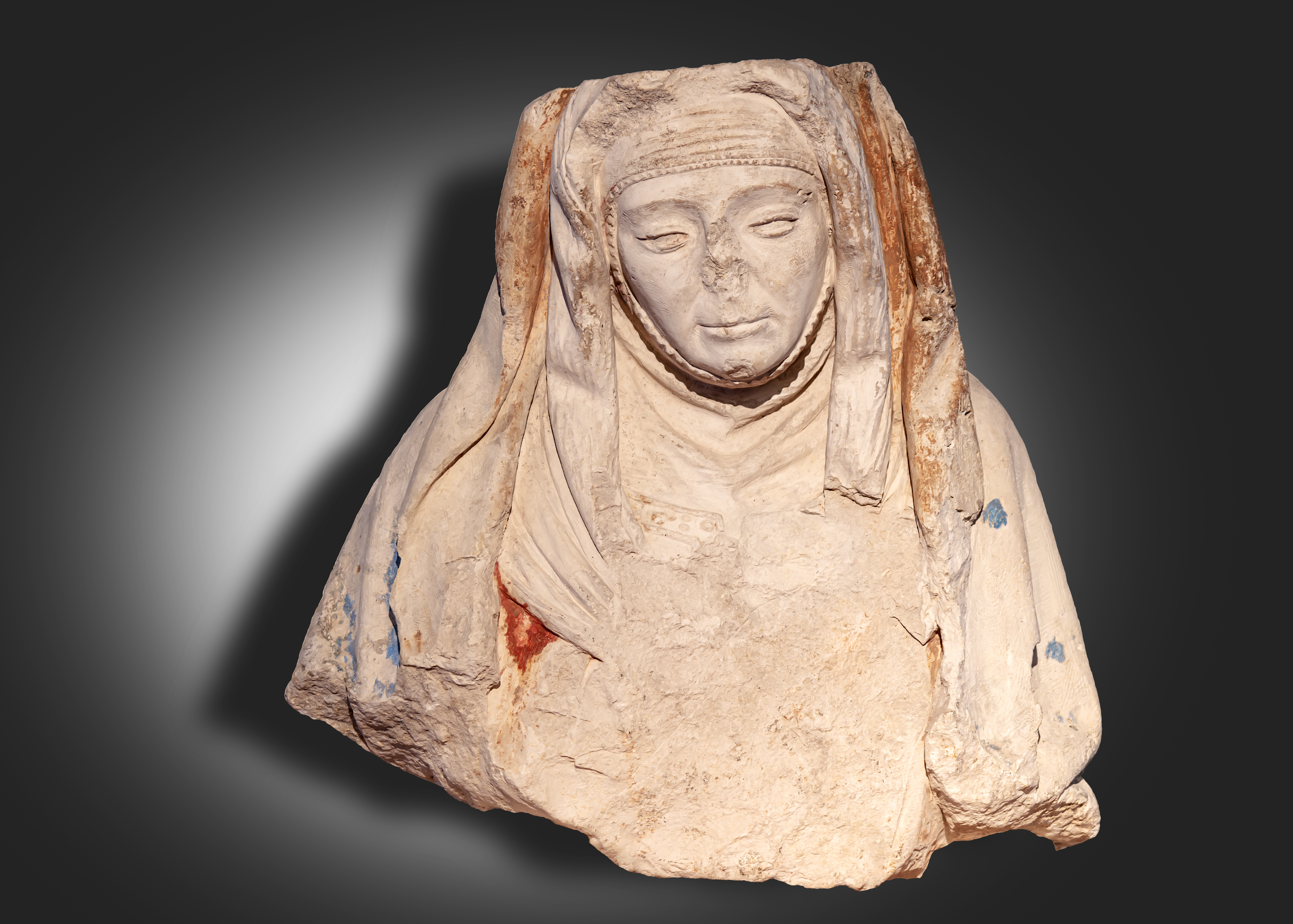
Busto de santa mujer decorado del siglo XIV.
Jesús comparece ante el Sanedrín.[22]
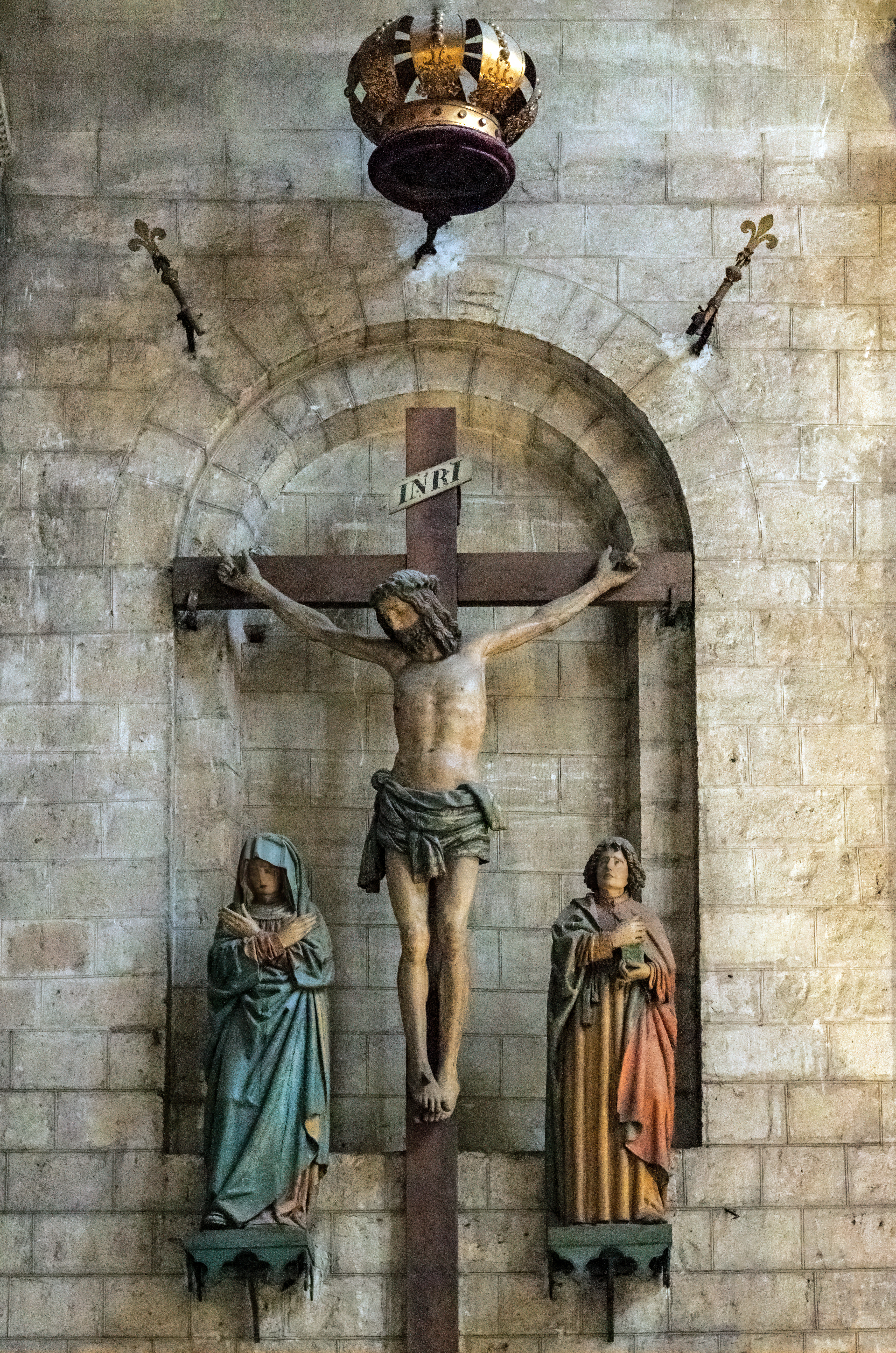
Crucifixión frente a una abertura amurallada que da al portal amurallado occidental.
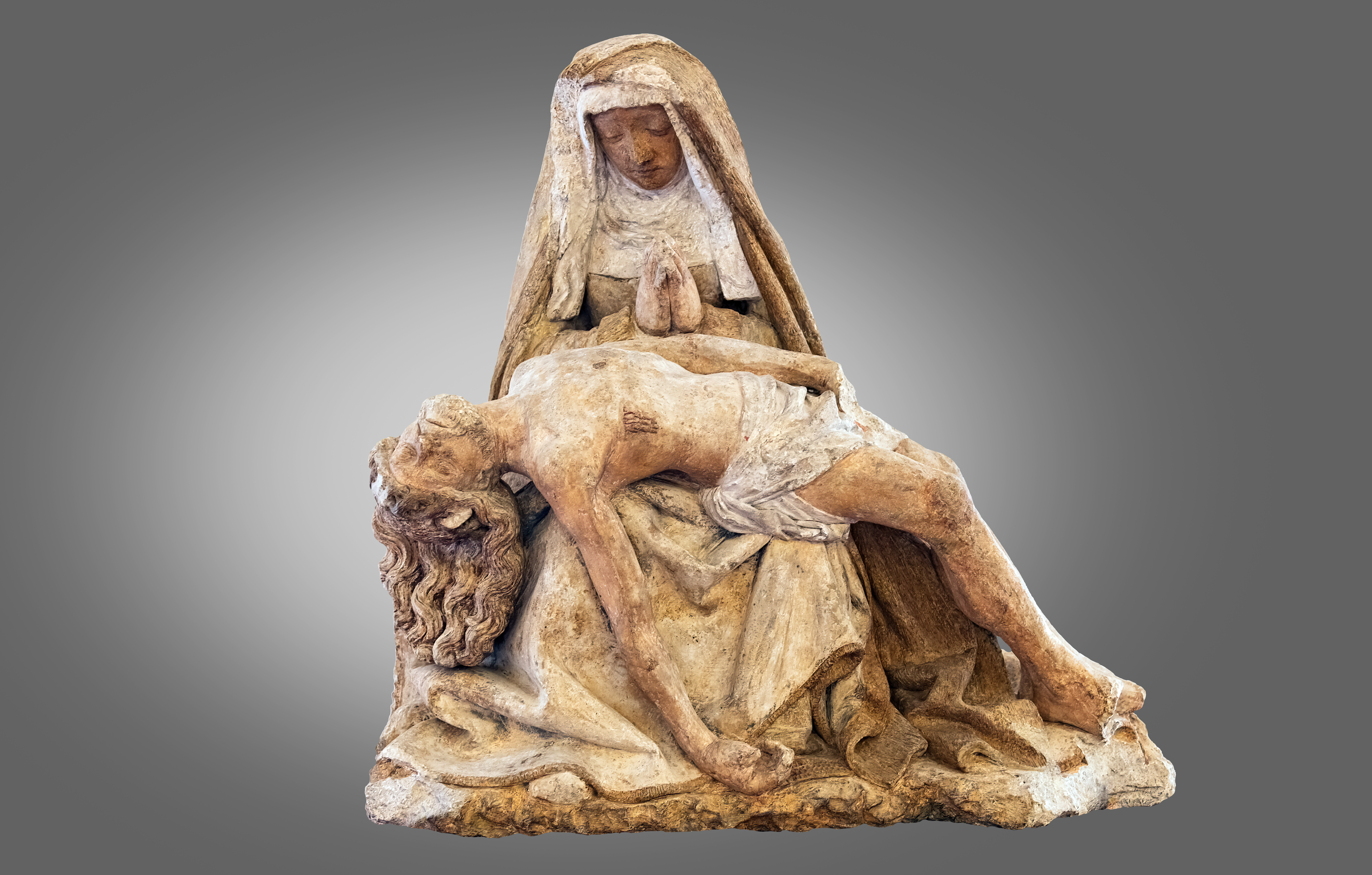
Grupo esculpido - Pietà

La datación se ha vuelto difícil desde la venta de los archivos al peso en 1820, pero el 27 de septiembre de 1490, el obispo Luis I de Amboise consagra el nuevo altar; esta fecha probablemente coincide con la finalización de la obra.

### sigloXVIII
Las guerras de religión no afectaron a Albi propiamente dicha, pero el largo período de conflicto, particularmente duro en el Tarn, trastornó enormemente el comercio y la economía. Como resultado, los ingresos del cabildo disminuyen y no permiten realizar trabajos importantes, incluso si se realizan algunas pequeñas mejoras: es el caso de la reparación de la cima de la torre sur que amenazaba ruina. La estructura de piedra y los vanos reelaborados no permiten una datación precisa. El capítulo se reduce a quince canónigo; fue secularizada por el Papa Clemente VIII. Los canónigos se alojan en casas situadas al suroeste del claustro. Quedan porciones de techos pintados de este período.
Las obras realizadas en el siglo XVIII, se deben en gran medida al dinamismo del rector de la colegiata Antoine de Metge, que ofició entre 1717 y 1749. El cronista albigense Gardès, que vivió entre 1648 y 1742, relató la mayor parte de los acontecimientos ocurridos en aquella época.
El altar mayor del siglo XVI fue reconstruido y consagrado el 3 de diciembre de 1726 por el arzobispo Armand Pierre de La Croix de Castries y las reliquias de San Salvio sacadas de su tumba. Este último fue destruido para crear una pequeña capilla con ábside sin salida. En 1730, el altar estaba coronado por un baldaquino de seis columnas con dosel abovedado. Los cónsules de la ciudad ofrecen a la colegiata seis cuadros, cuatro sobre la vida de Salvio, uno a San Roque, en agradecimiento por haber mantenido alejada de Albi la epidemia de peste de Marsella y el último sobre la evangelización de Albi por Clara de Aquitania. Hoy se encuentran esparcidos por todo el edificio, pero estaban destinados a ser expuestos en el ábside . Una silla nueva, sustituida en el siglo XIX, está construido. Pero la obra que marcará esta época es la realizada en la nave para adecuarla a la obra interrumpida en el siglo XVI, antes de su finalización. Las primeras bóvedas se terminaron en 1736 y llevan los escudos del arzobispo, del preboste y de una familia rica que participó económicamente. Están construidos en arcos de piedra y rellenos entre las nervaduras con ladrillos de campo. Un revestimiento oculta este equipo. Los tramos abiertos sobre las naves laterales son típicos del siglo XVIII, incluso si las adiciones del siglo siguiente los dan, por usar el vocabulario de Biget, «una mirada arcaica».
Antoine de Metge aprovechó la presencia del organero Christophe Moucherel, que vino a Albi para construir los órganos de la catedral de Santa Cecilia, para hacer construir un órgano en el muro occidental. Para construirlo utilizó elementos del pequeño órgano que existía en el coro y otros del antiguo órgano de la catedral que data de la época de Luis I de Amboise. Este último había sido asignado para este proyecto por el colegio catedralicio. La financiación proviene de los cánones y de algunos donantes generosos. Escapó de las depredaciones cometidas durante la Revolución francesa y fue restaurado por la empresa Cavaillé-Coll. Tras sucesivas restauraciones, sólo la caja del órgano sigue siendo original. La construcción de este órgano llevó a los responsables a condenar la comunicación entre la colegiata y la sala capitular a través de una galería.

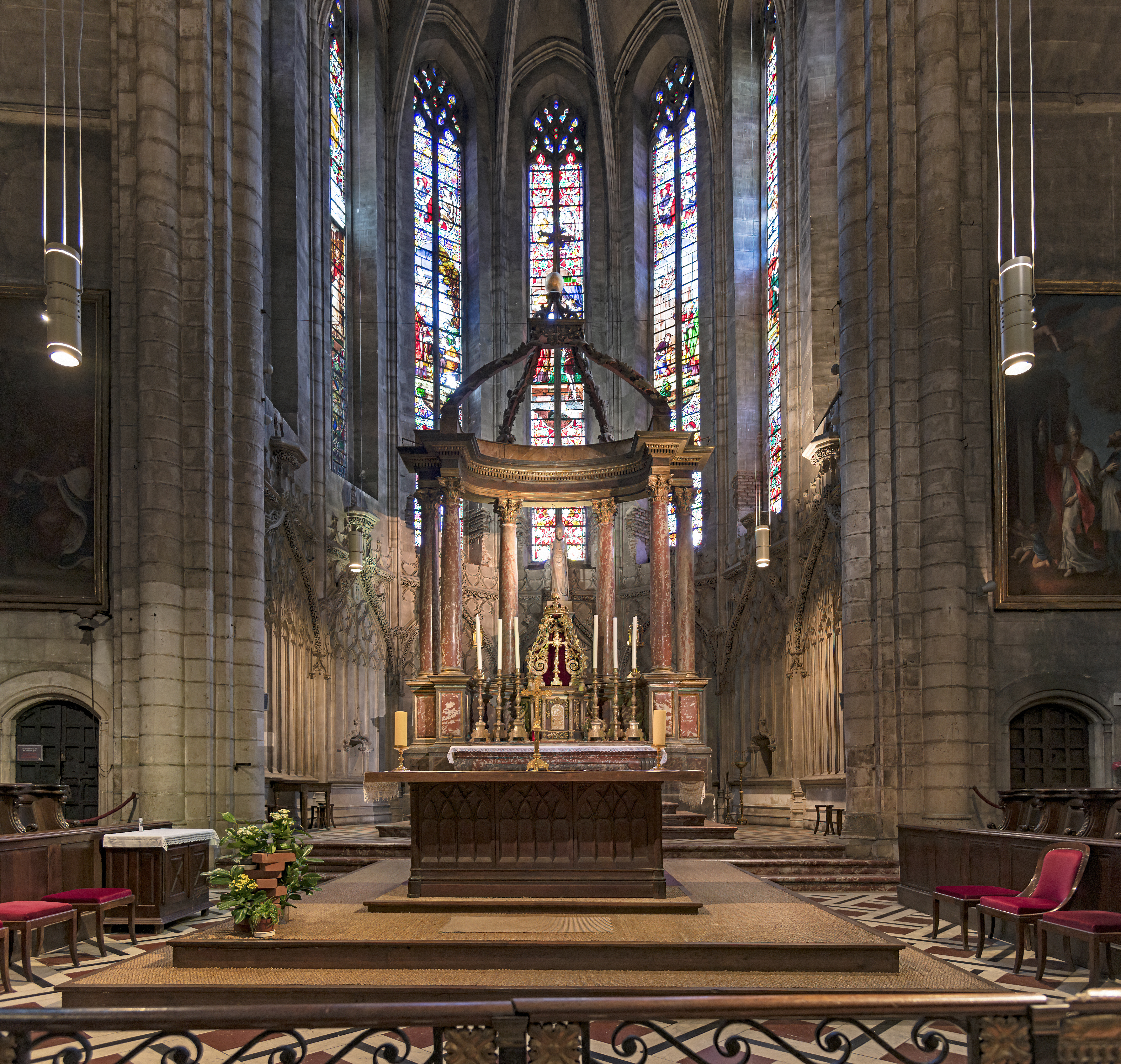
Presbiterio y el altar mayor
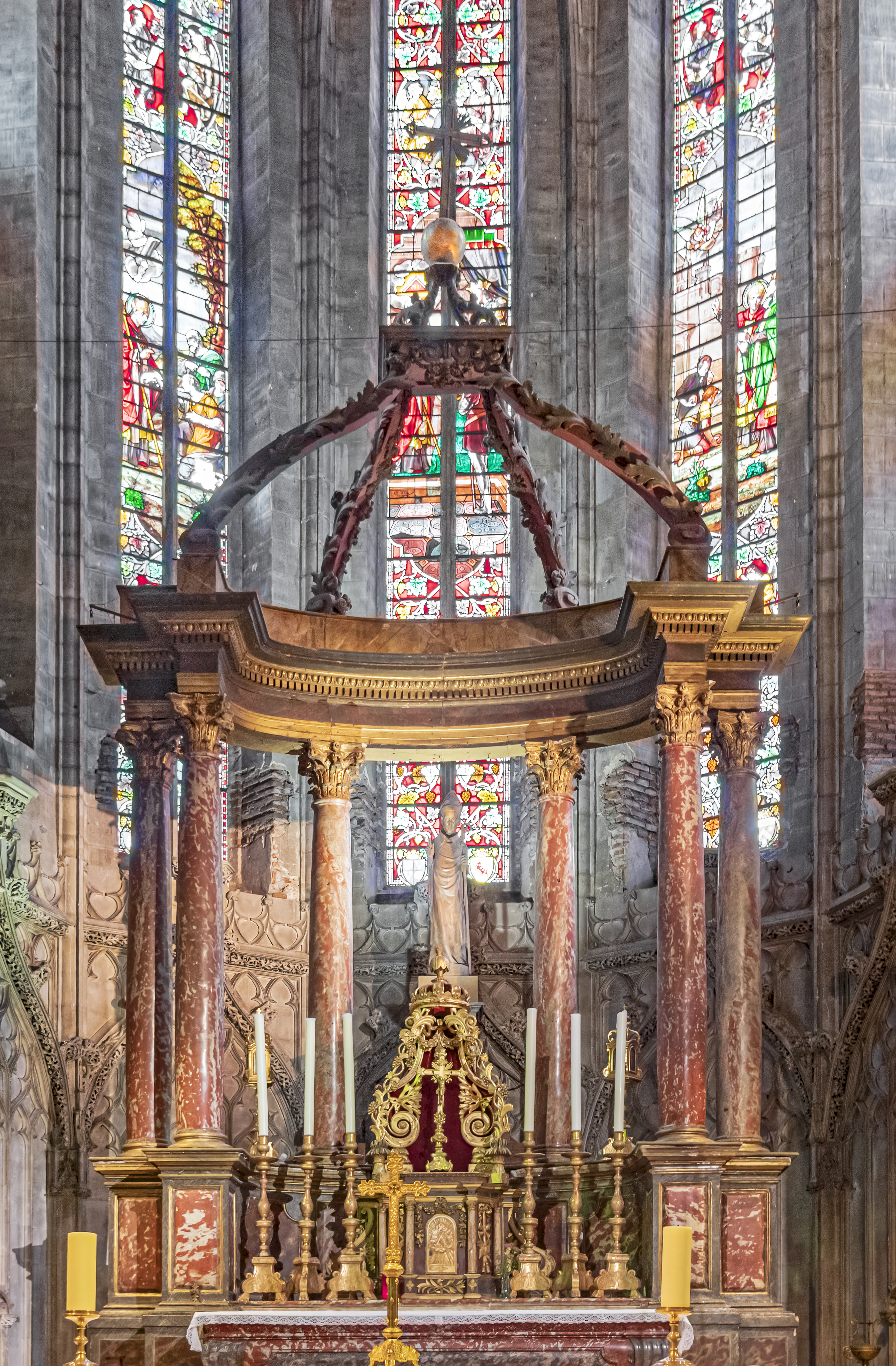
Ciborio
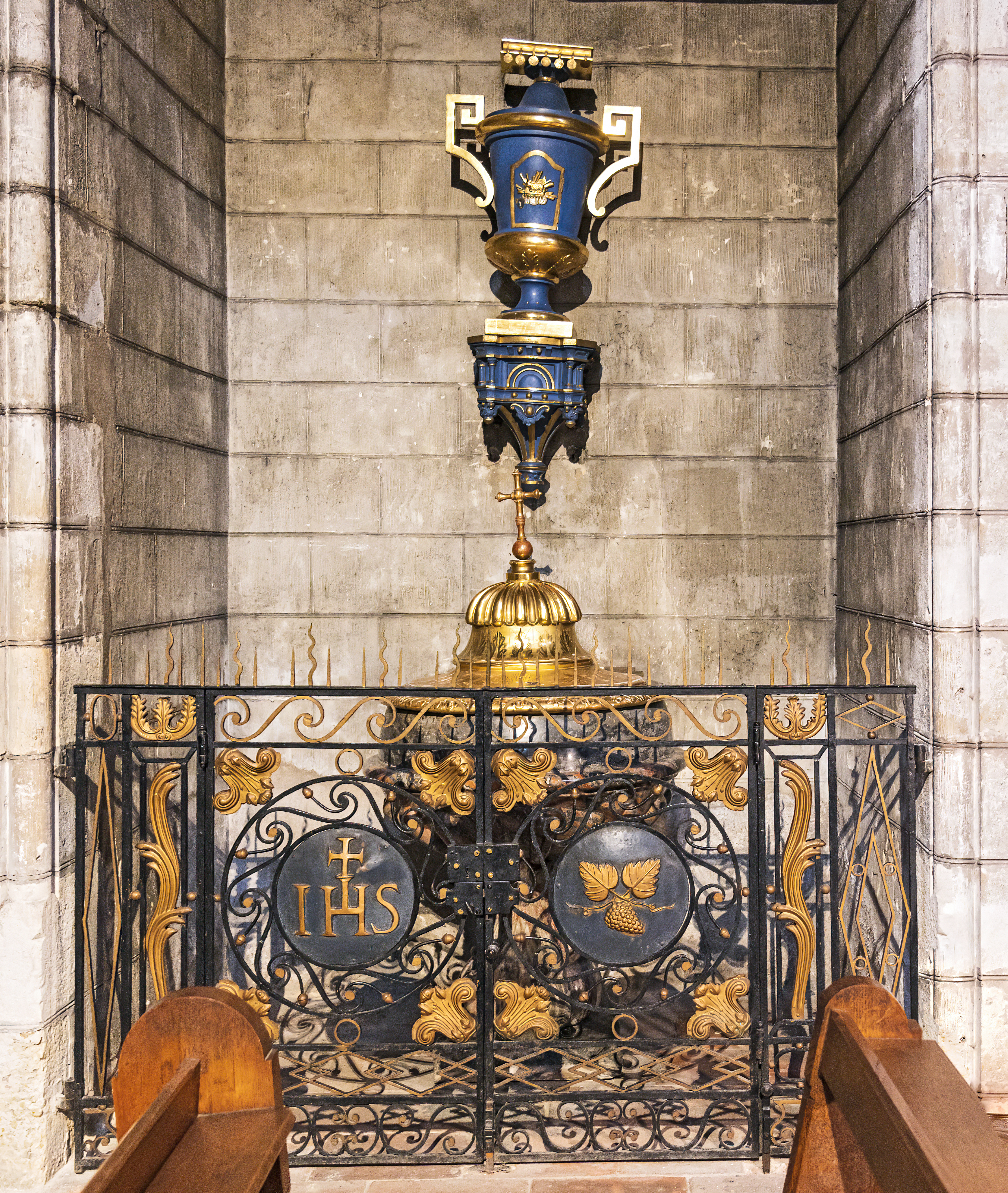
Chapelle des fonts baptismaux.
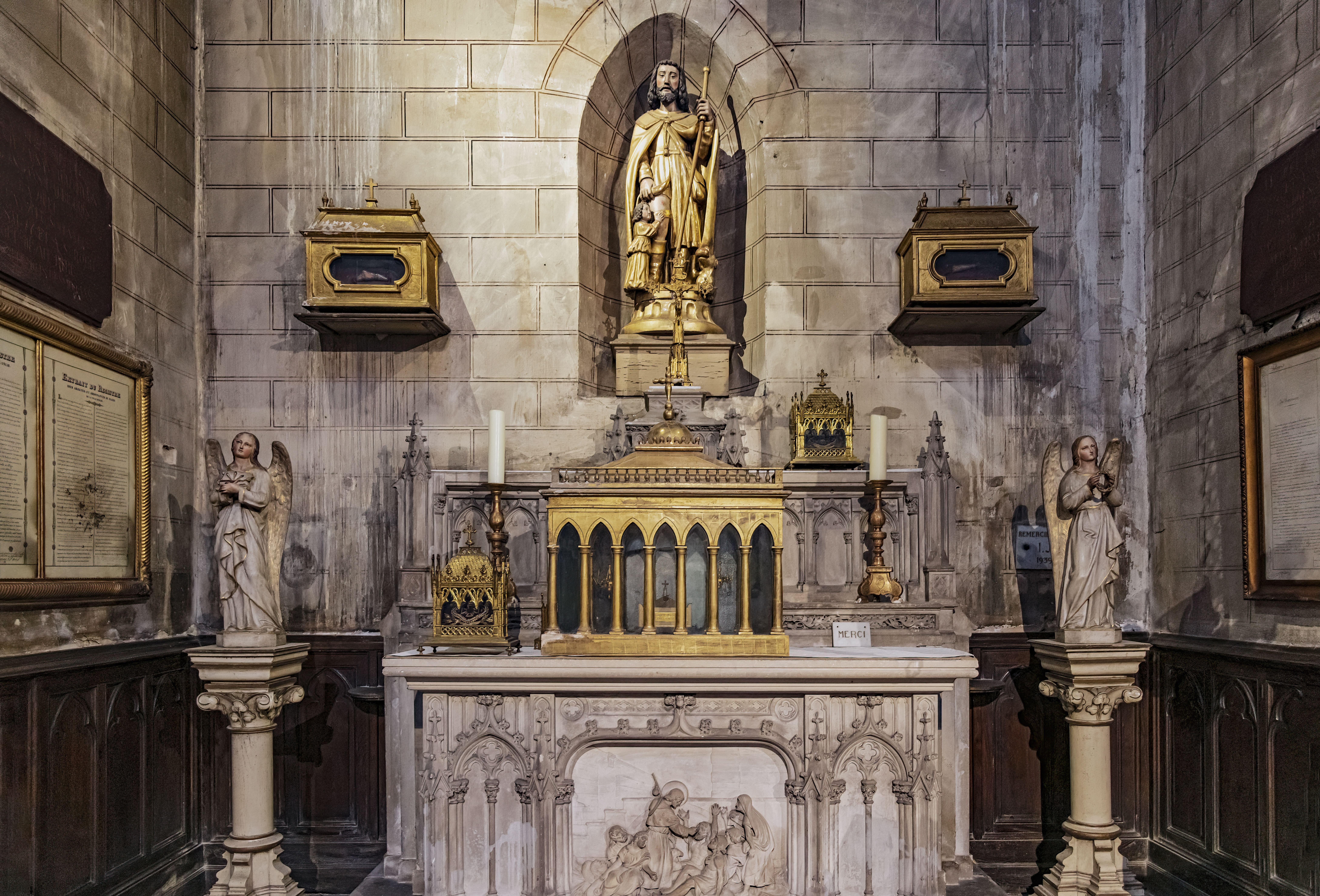
La capilla de San Roque
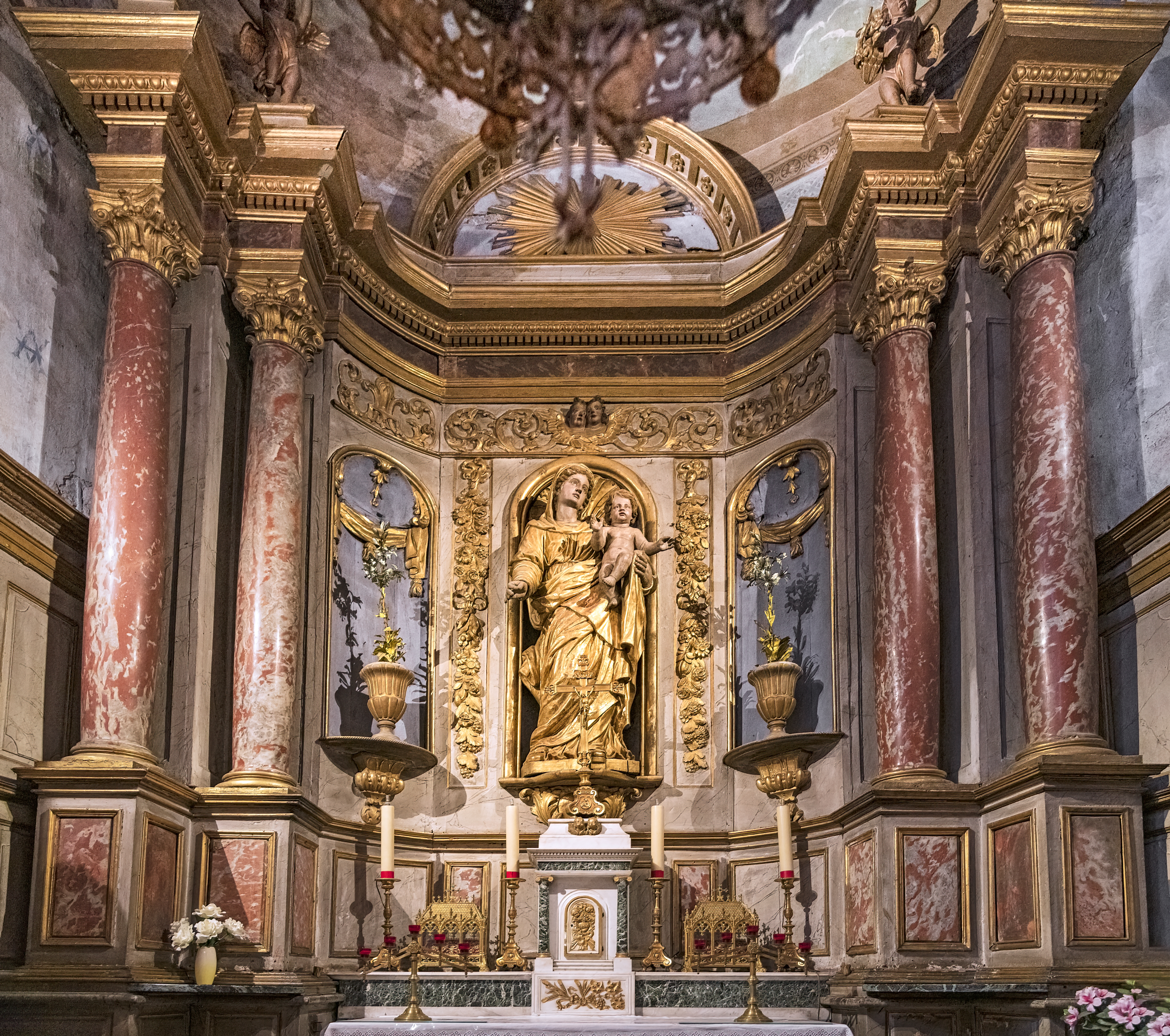
Retablo de la capilla de la Virgen
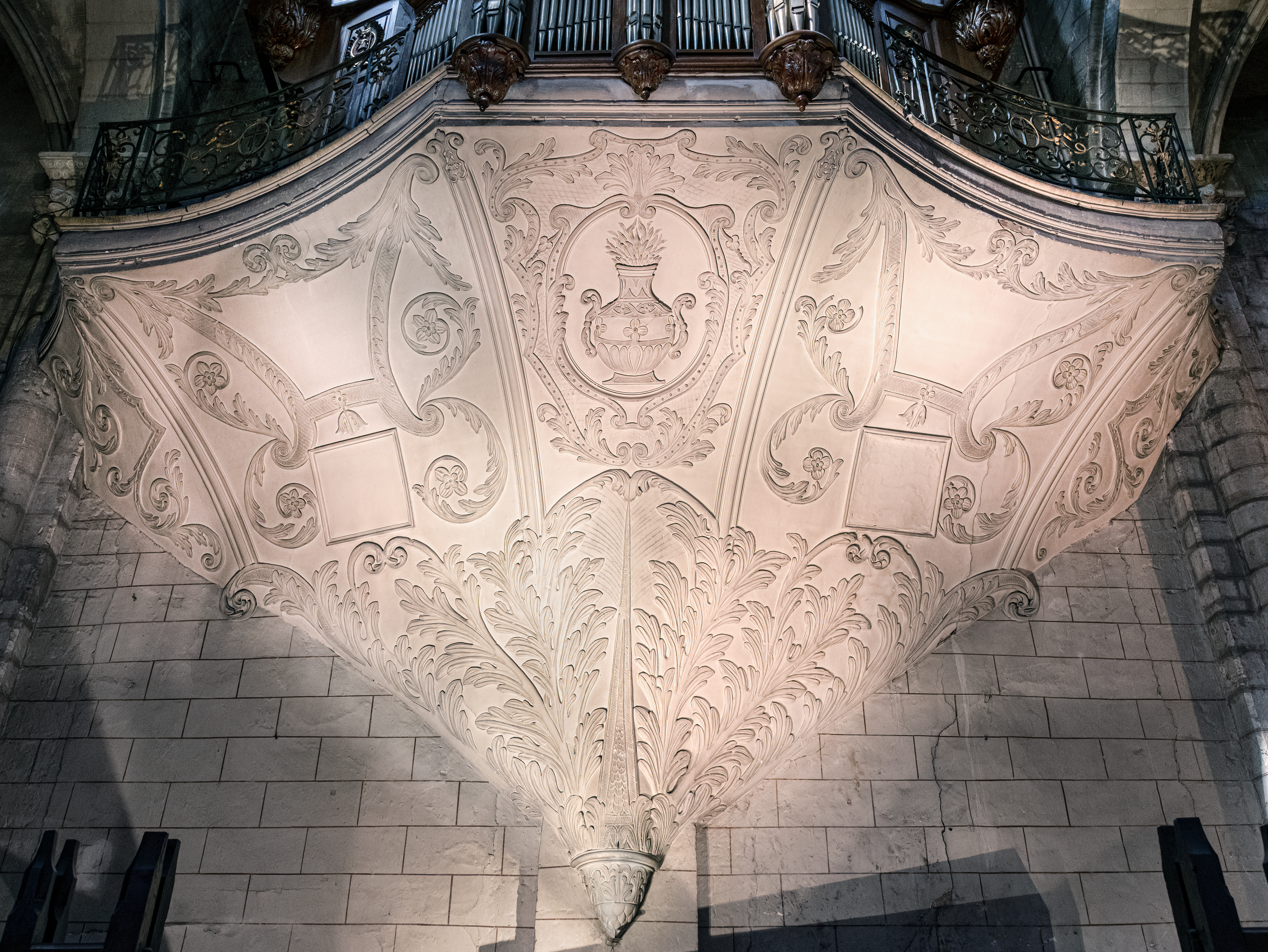
Cantoria sosteniendo el órgano de tribuna

### sigloXIX
En la revolución, el capítulo de cánones fue disuelto. El sacerdote hizo derribar el coro para que el altar fuera visible para los fieles. Un proyecto así está cancelado en la catedral. Se funde el metal de los tesoros y objetos de culto, las campanas y el órgano. La colegiata fue confiscada y puesta a disposición del ejército, que instaló allí un depósito de forraje. En 1800, el municipio quiso convertirlo en un mercado cubierto debido a su proximidad a la Place de la Pile, un mercado estrecho. El proyecto fracasa. Se conservaron dos alas del claustro para proporcionar pasajes cubiertos, pero las piedras de las demás se vendieron para su demolición. En la primera mitad del siglo XIX, la familia Céroni, pintores tolosanos de origen italiano, realizó obras de embellecimiento, en particular en el techo de la Capilla de la Virgen.

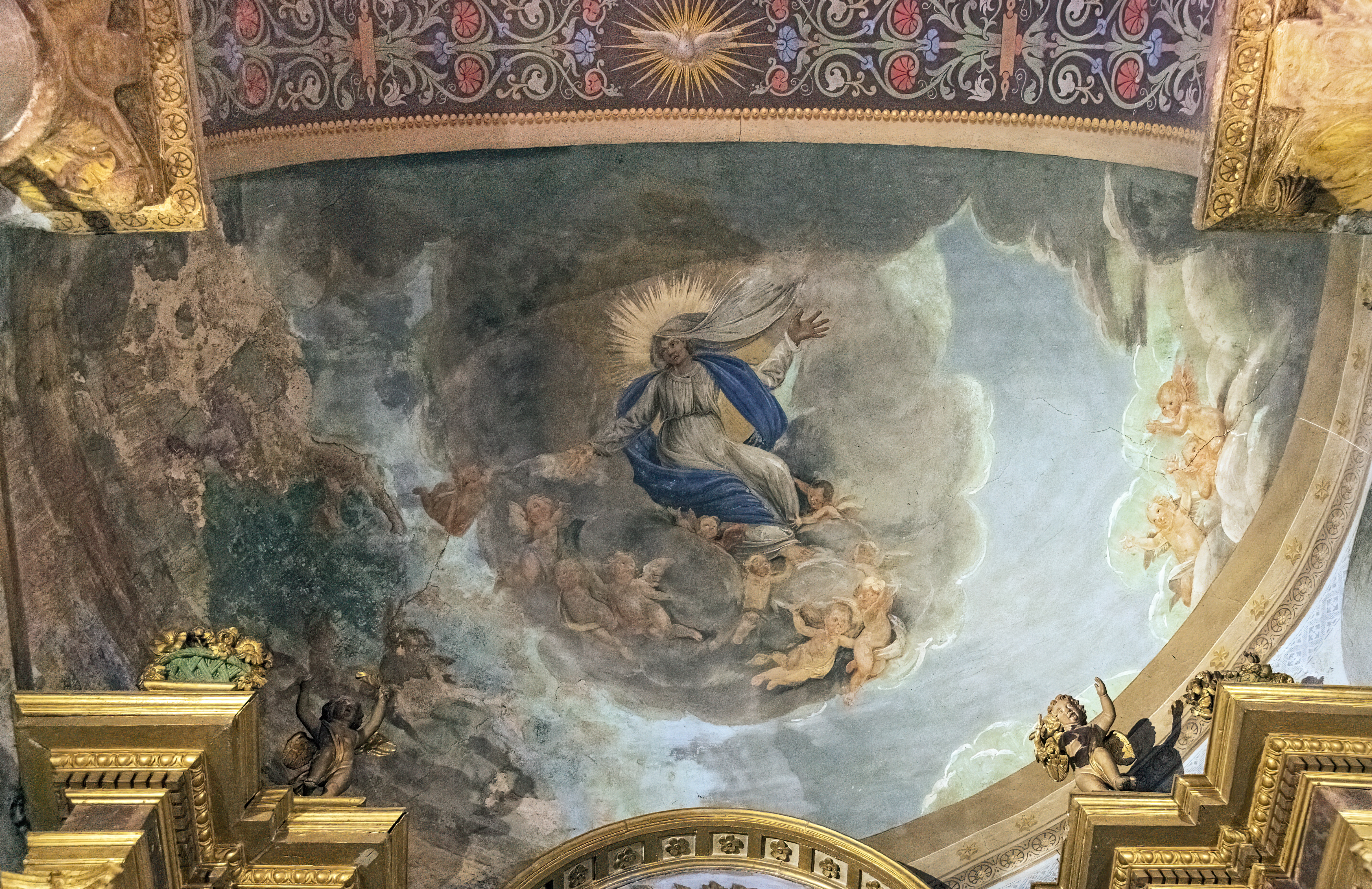
La Asunción - Capilla de la Virgen

La colegiata recuperó su función en 1800, pero las necesarias obras de rehabilitación se aplazaron hasta un período más favorable, ya que las guerras arruinaron el país. La restauración se inició con el pavimento en 1830, en sustitución del anterior, deteriorado por el paso de las ruedas de los carros de heno. Se realizó un revestimiento rosa, verde manzana y amarillo nanquín, proyecto que Eugène Viollet-le-Duc explicó en 1843 en su informe al comité de monumentos históricos: «los adornos burlescos con los que está sobrecargado internamente contribuyen no poco a despojarlo de su aspecto anterior.» Los espacios vacíos debajo del ático están cerrados. El trabajo de piedra en una parte de ladrillo aún es visible desde el exterior. Otros proyectos no ven la luz por falta de financiación. (reparación de los muelles, también dañados por los carros de heno. Tras la visita del famoso arquitecto-restaurante, la colegiata fue clasificada como monumento histórico en 1846.

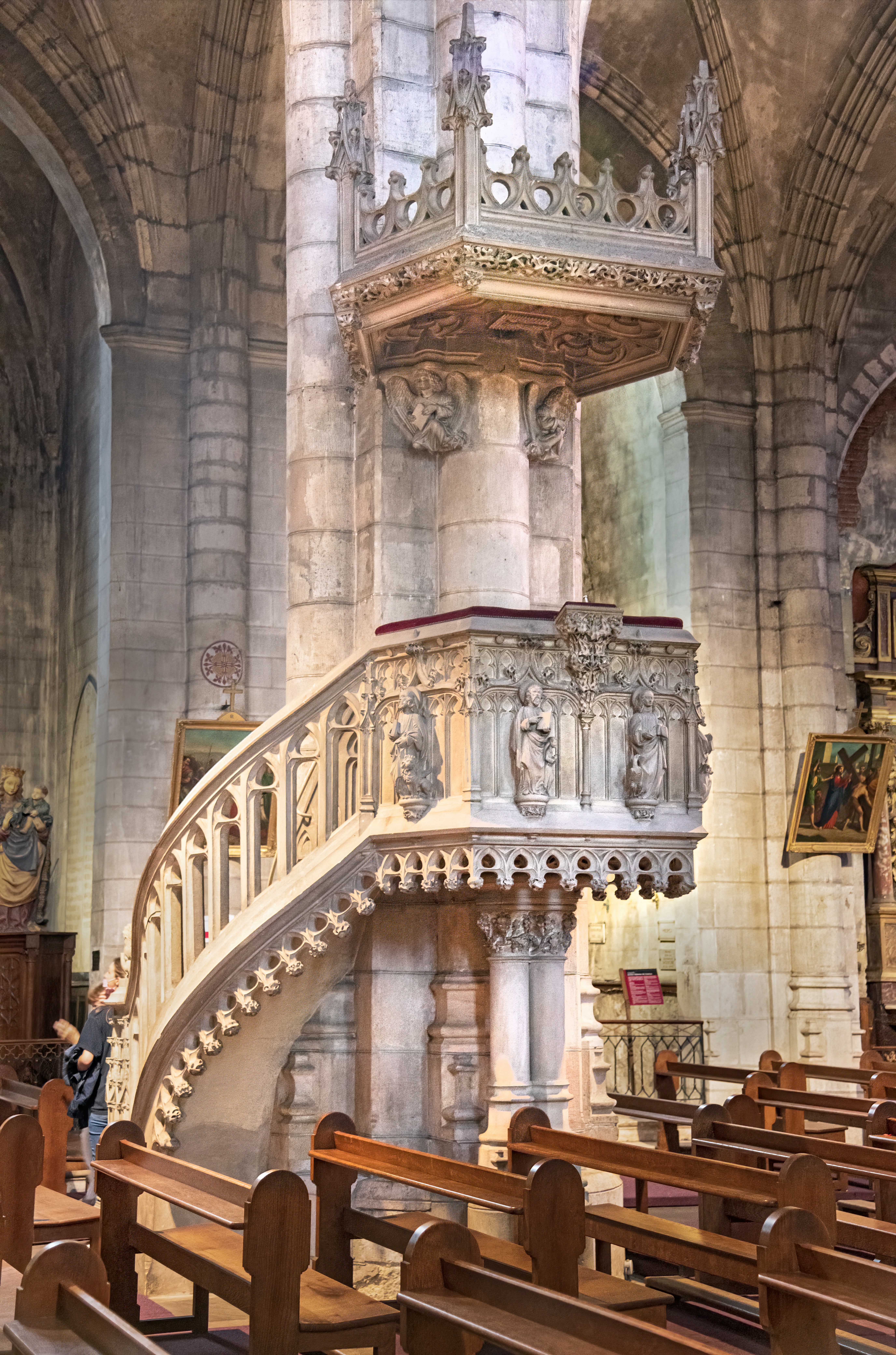
Silla neogótica del escultor Nelli.

En la segunda mitad del siglo se consiguió financiación para salvar el edificio en peligro. Tres campañas sucesivas preservaron la iglesia, a costa de algunos ajustes discutidos. La restauración de las cubiertas se realizó a partir de 1857, sin modificar el aspecto general del edificio, obra en el espíritu de los anteriores constructores. En el flanco norte, se libra una guerra de influencias entre la Comisión de Monumentos Históricos, partidaria de despejar el portal occidental de la iglesia, y el municipio que quiere abrir una calle y llenarla de comercios. La disputa se refiere a una subvención. La comisión histórica quiere que el portal occidental recupere su aspecto medieval antes de cualquier discusión. El ayuntamiento, que ha entrado en un período de rehabilitación urbana de la antigua Albi abriendo vías de acceso hacia el este, considera secundarios los criterios arqueológicos e históricos de su proyecto. Cuando se construyó la calle Mariès, se concedieron locales comerciales incluso delante del flanco norte de la colegiata. Una carta del ministro responsable de los monumentos históricos afirma: «La ciudad de Albi había diseñado proyectos para cuya ejecución solicitó ayuda estatal menos con vistas a aislar la iglesia que con el objetivo de especular con el terreno.» Finalmente, el ayuntamiento encontró financiación y la colegiata quedó encajada entre las casas construidas en el siglo XIV frente al portal oeste y las tiendas abiertas en el siglo XIX.
Para remodelar los tejados y los alrededores, en 1870 se contactó con el arquitecto Camille Bodin-Legendre. Este último, presente en Albi para construir la iglesia parroquial de Saint-Joseph, es discípulo de Eugène Viollet-le-Duc cuyo lema es: «Restaurar un edificio no significa mantenerlo, repararlo o rehacerlo, es restaurarlo a un estado completo que tal vez nunca haya existido en un momento determinado.» El arquitecto comenzó a trabajar en el proyecto en 1873. La reparación de las partes dañadas, en particular la base de las columnas, dio lugar a la sustitución de los capiteles románicos.
El revestimiento coloreado criticado por Viollet-le-Duc se raspa con un cepillo de hierro hasta llegar a la piedra, eliminando todo lo que podría haber quedado oculto debajo. Un revestimiento neutro lo reemplaza en todas las partes excepto en la hermosa mampostería. Las bayas están modificadas: apertura hacia abajo de las ventanas del coro y restauración de los vanos románicos. Bodin-Legendre contrata los servicios del escultor Nelli. Es él quien hizo los nuevos capiteles y el nuevo púlpito. La transformación interior de la iglesia medieval suscitó la indignación de Émile Boeswillwald, inspector de monumentos históricos, que visitó Albi en 1875. Su opinión es apoyada por el historiador Henri Wallon, quien incluso pide que se degrade la colegiata. Esta decisión deja a Bodin-Legendre sin oposición para completar su trabajo. Sin embargo, el edificio fue reclasificado en 1885.

### sigloXX
La galería del claustro fue clasificada como monumento histórico el 16 de octubre de 1922. En los años 1920, el ayuntamiento lo hizo limpiar y el congreso de la sociedad francesa de arqueología de 1929 pudo visitarlo, restaurado al estado que aún conserva en el siglo XXI. A principios del siglo XX se instaló en la Capilla de la Lamentación de Cristo de la Pietà conocida como Mater Dolorosa. Se erige un monumento a los muertos de la parroquia.

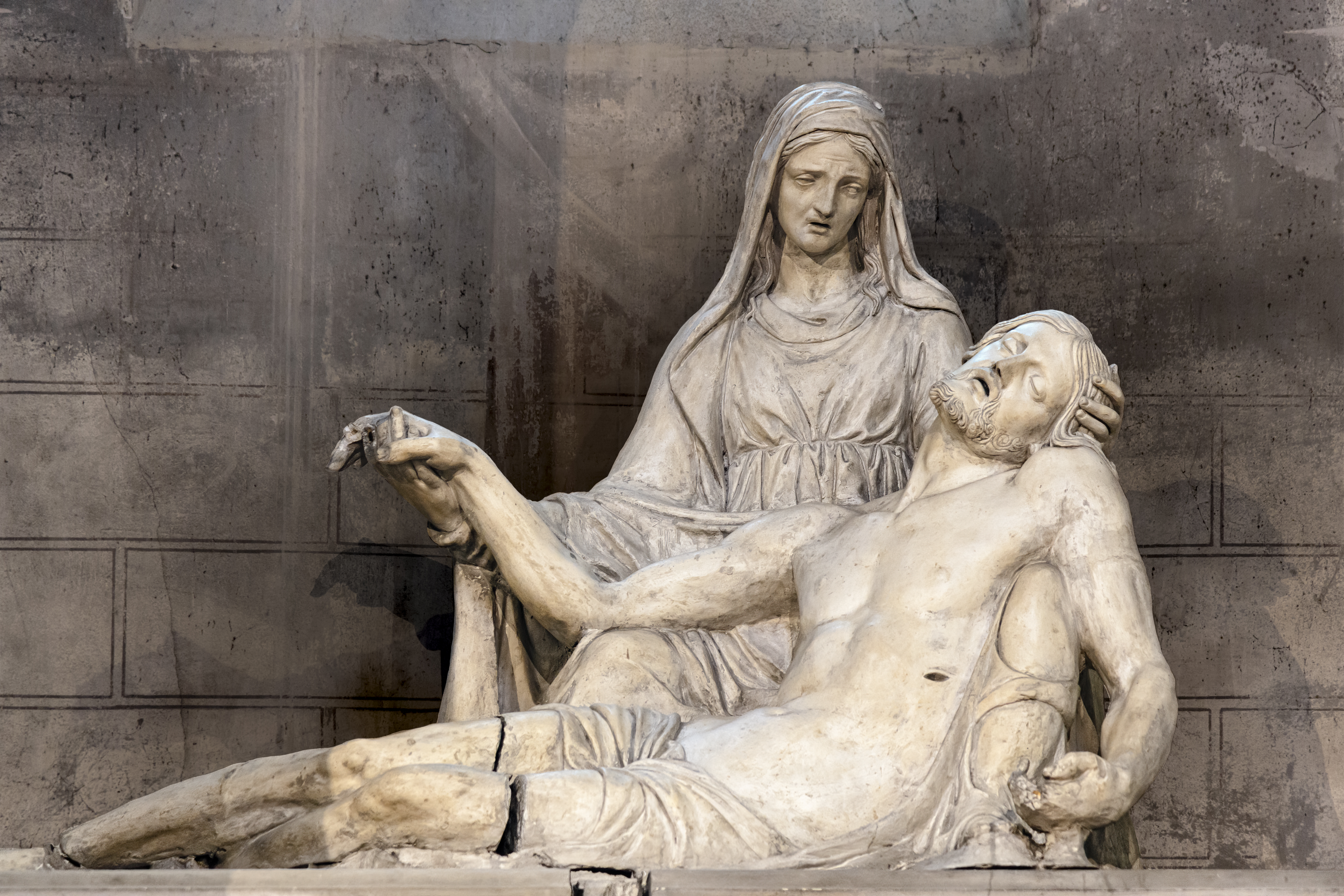
Mater Dolorosa
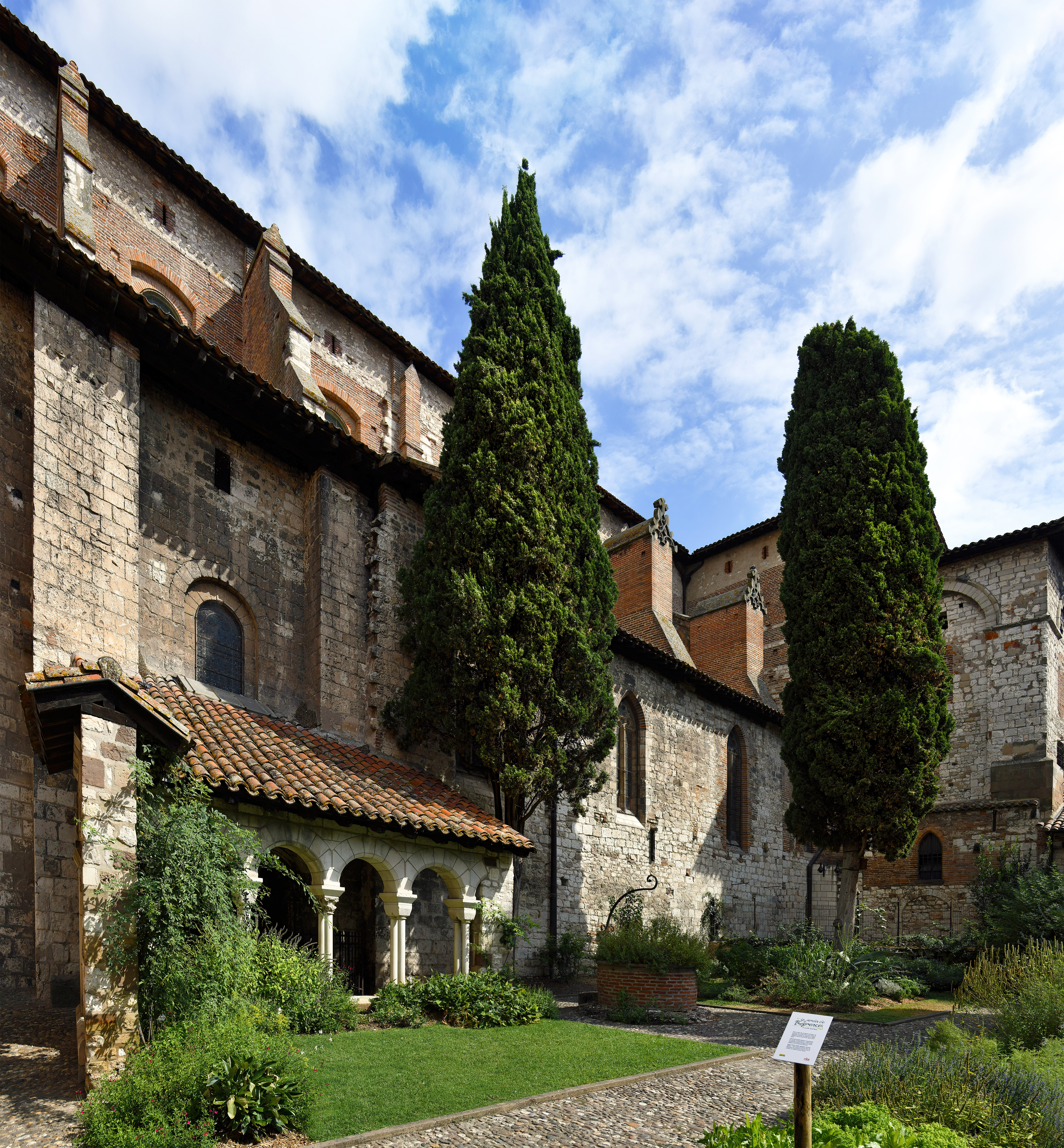
La iglesia vista desde el claustro
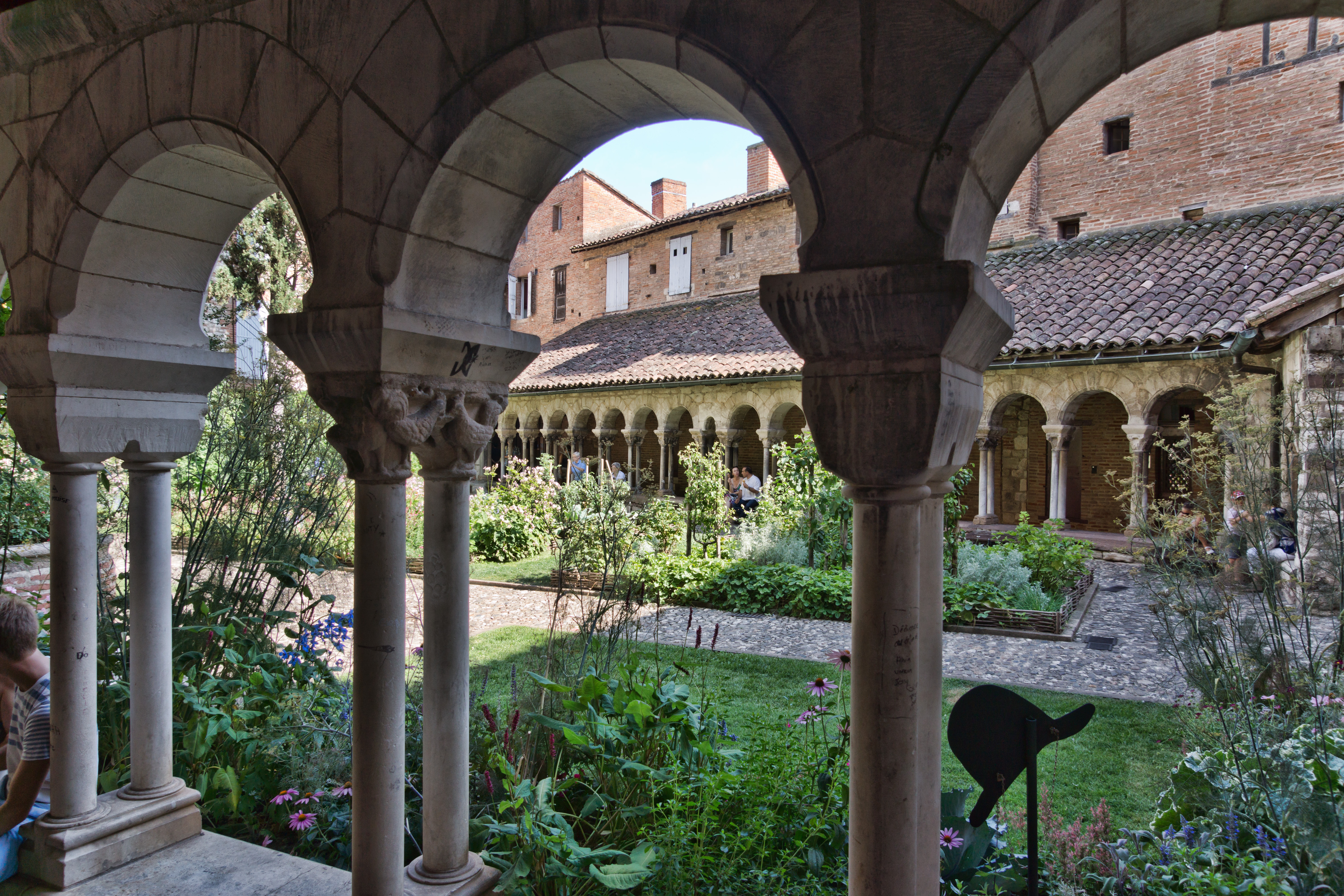
Claustro adjunto a la colegiata.
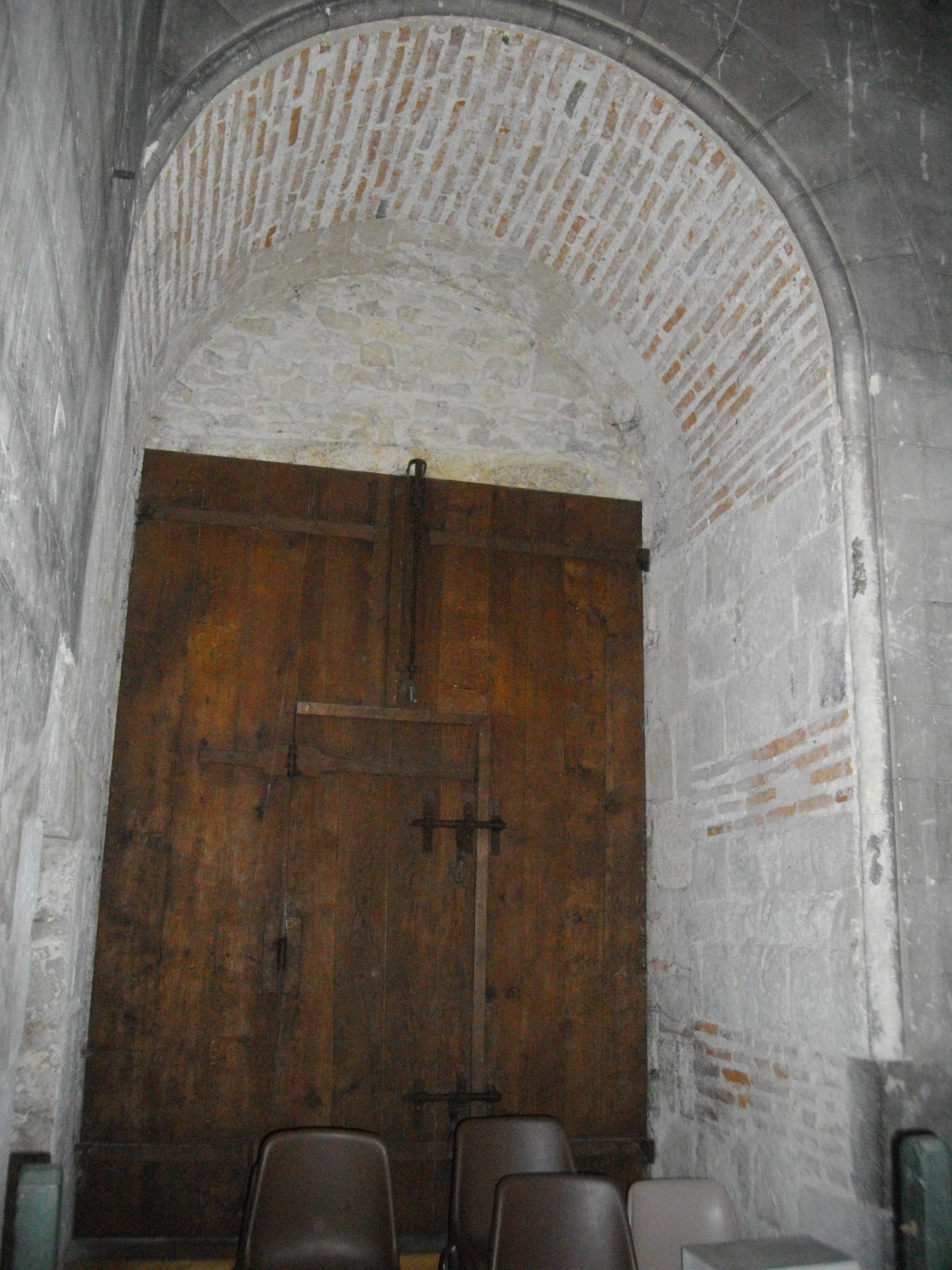
Puerta empotrada bajo una bóveda decrépita, que muestra el aparato de ladrillo utilizado.
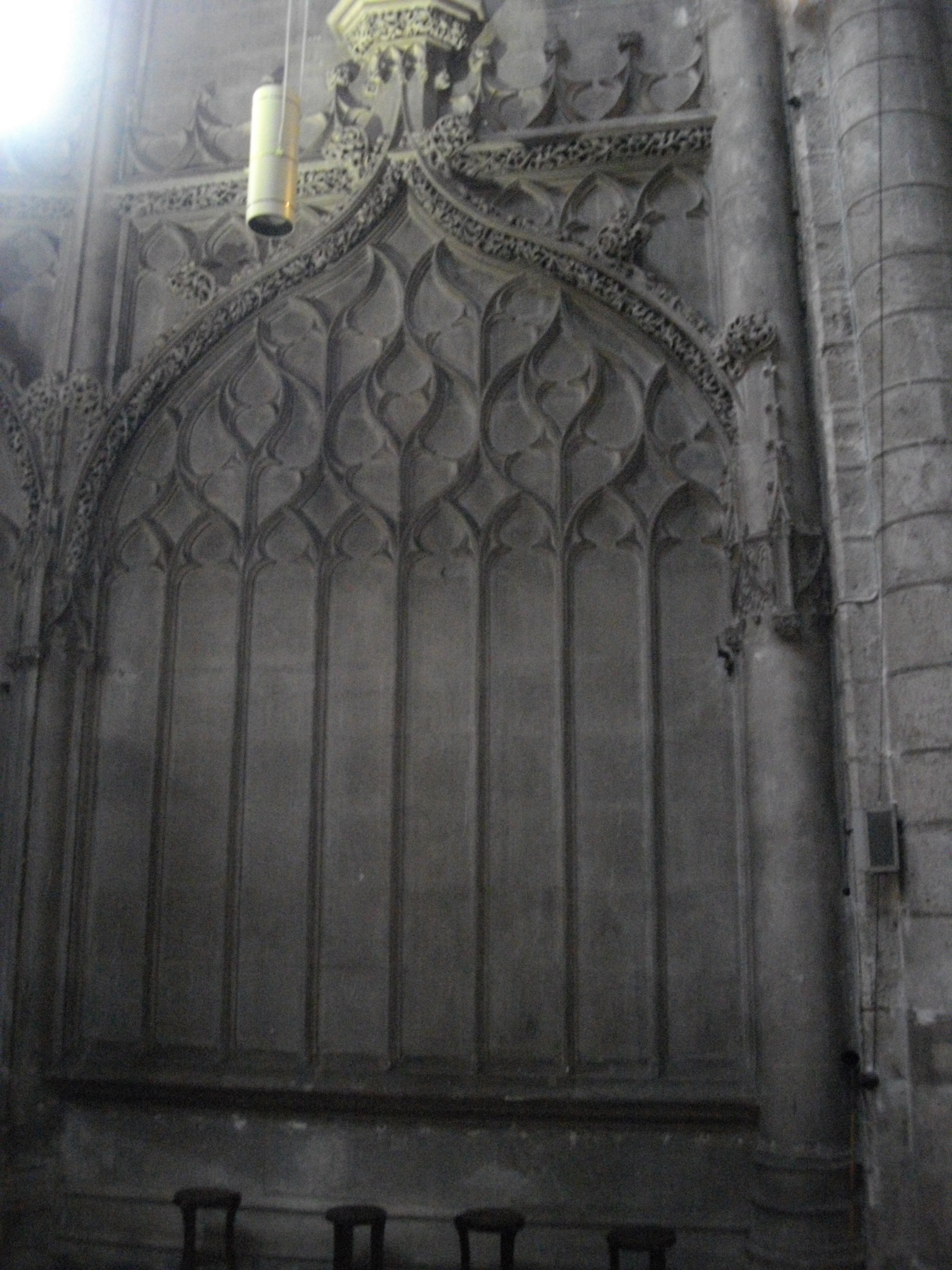
Revestimiento de piedra del coro de estilo gótico flamígero.
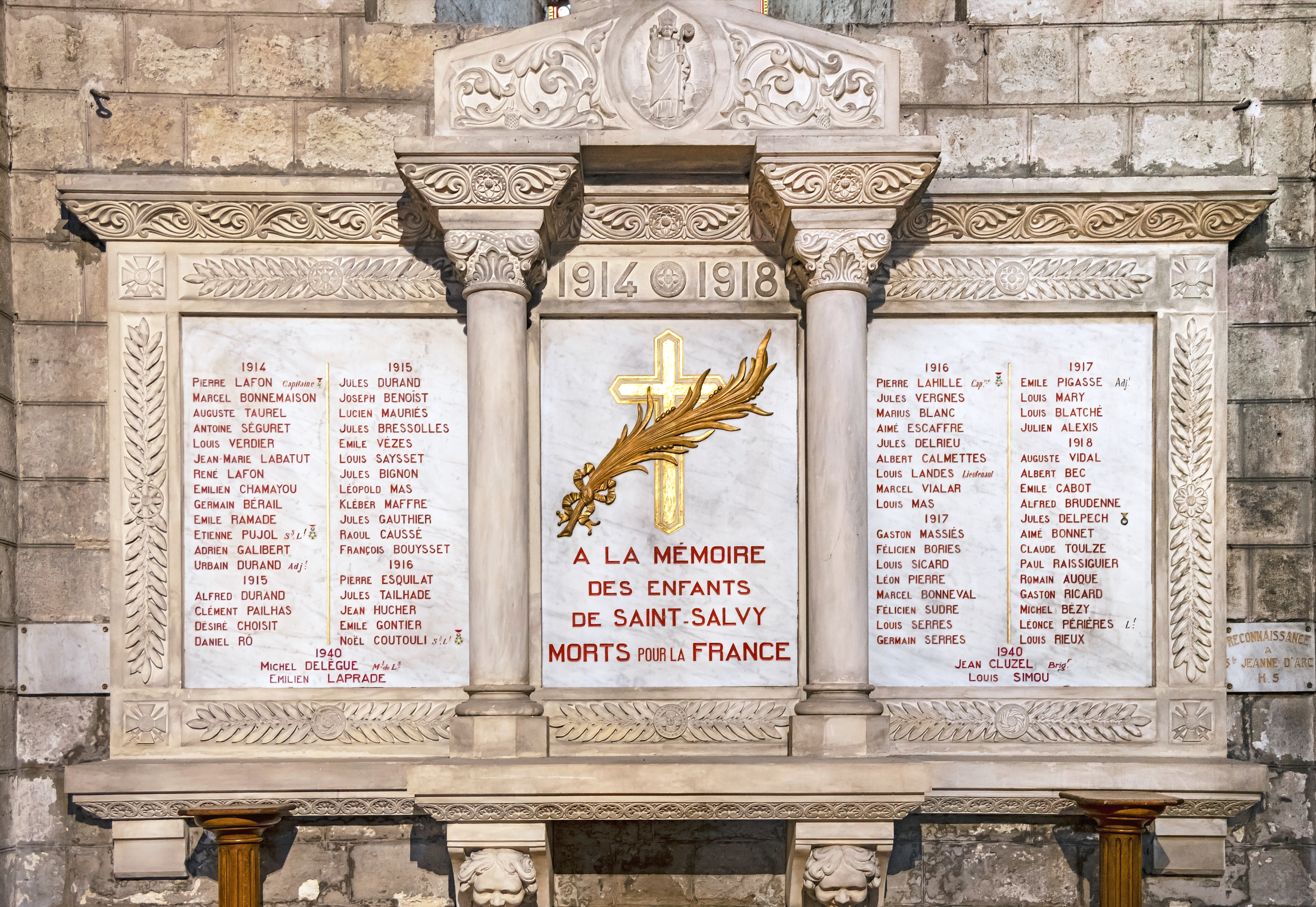
Monumento a los Muertos de la parroquia de San Salvio

## Mobiliario
El mobiliario incluye un bonito conjunto de esculturas locales de finales de la Edad Media: una Piedad, guardada en la sacristía, un crucifijo, un Calvario, un Cristo encadenado y seis escribas y miembros del Sanedrín. Estatua de madera policromada, probablemente del siglo XII, es la única representación existente del santo; fue encontrado en un ático y se conserva en la sacristía. Seis estatuas policromadas rodean la de Cristo en Ecce homo; Estas seis estatuas, de construcción robusta, representan los personajes del Sanedrín, es decir, la tradicional asamblea legislativa del pueblo judío, así como su tribunal supremo, que normalmente tiene su sede en Jerusalén.

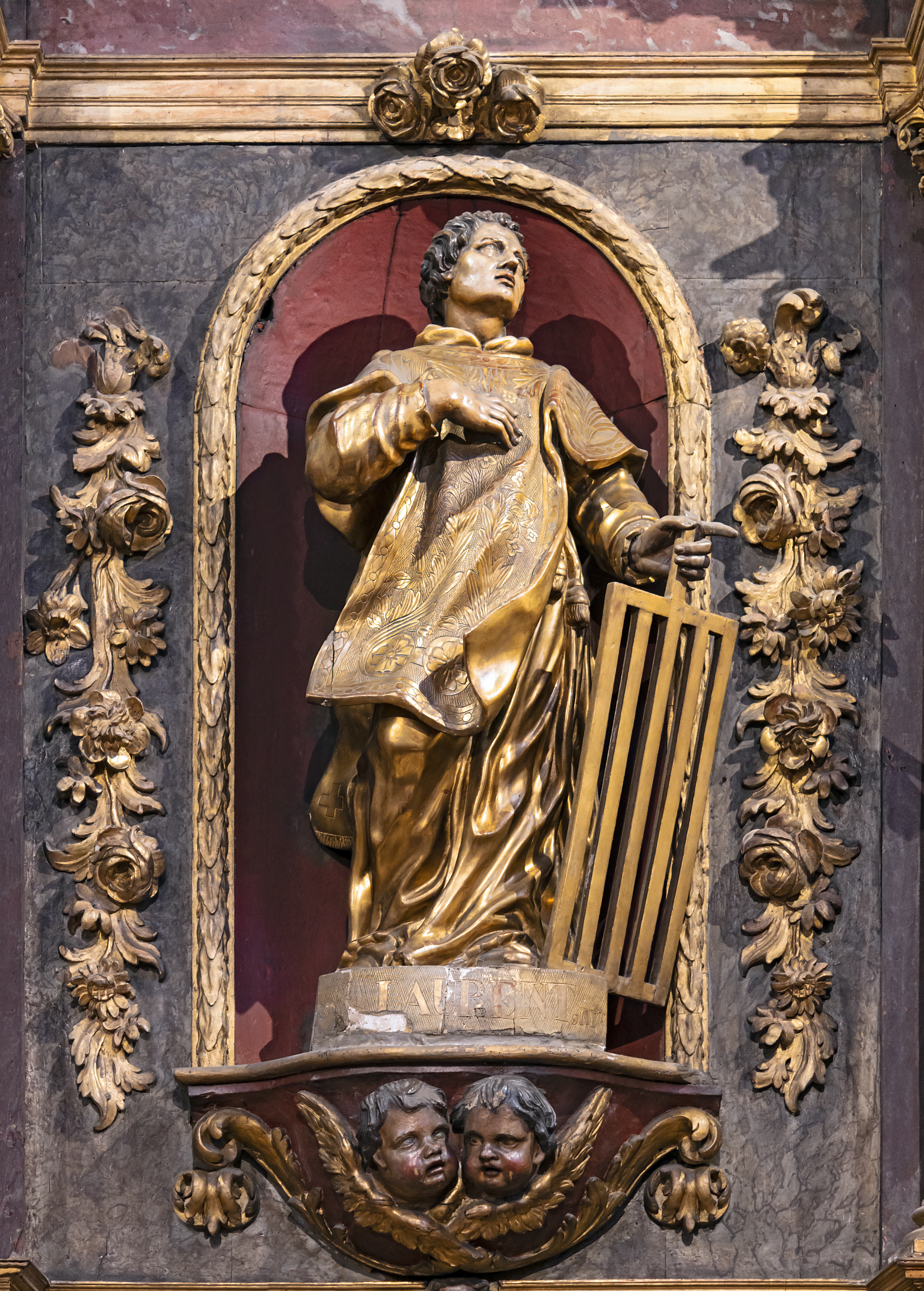
Estatua de San Lorenzo 1737
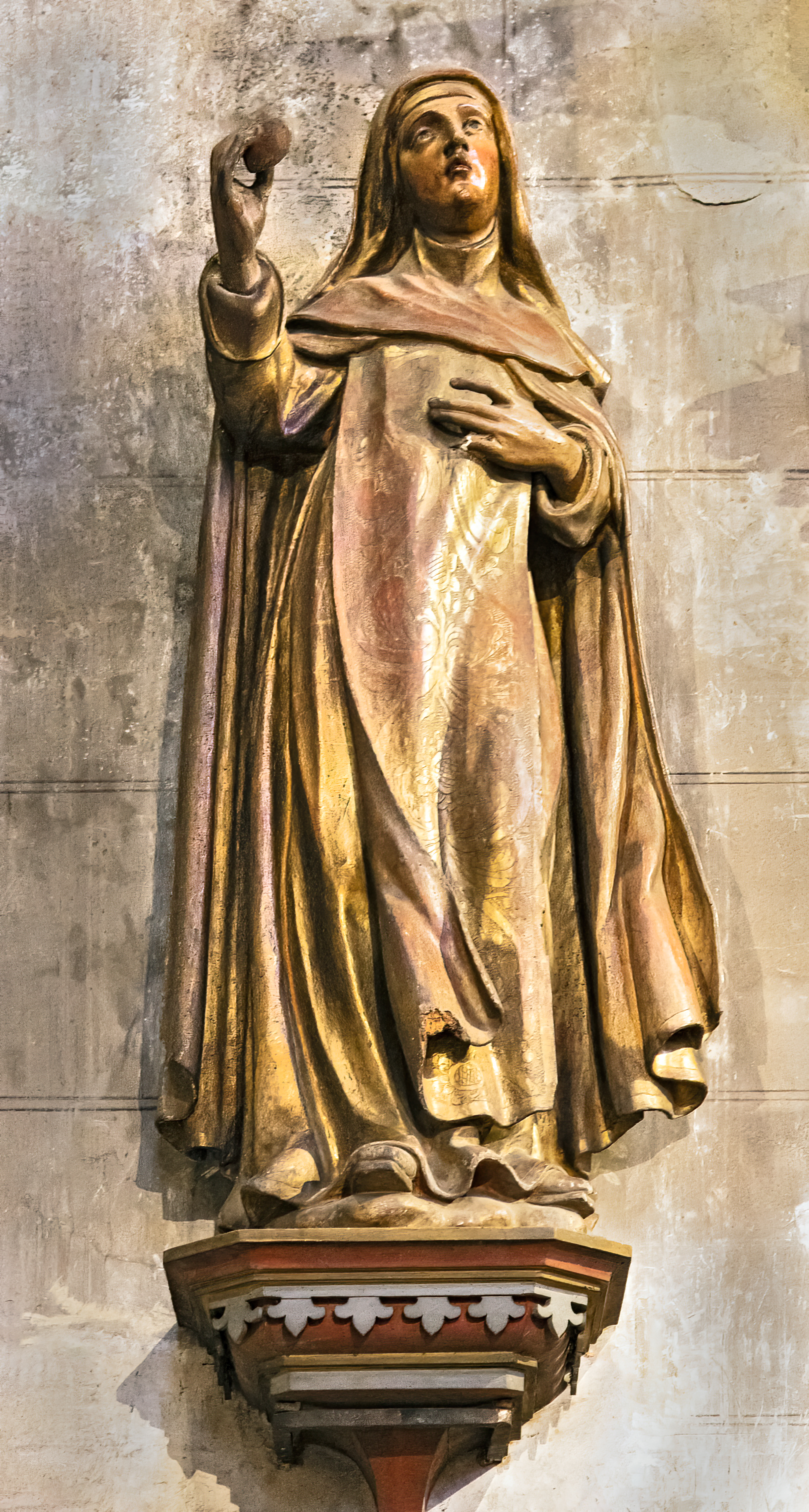
Estatua de Santa Catalina de Siena
Ecce homo[39]
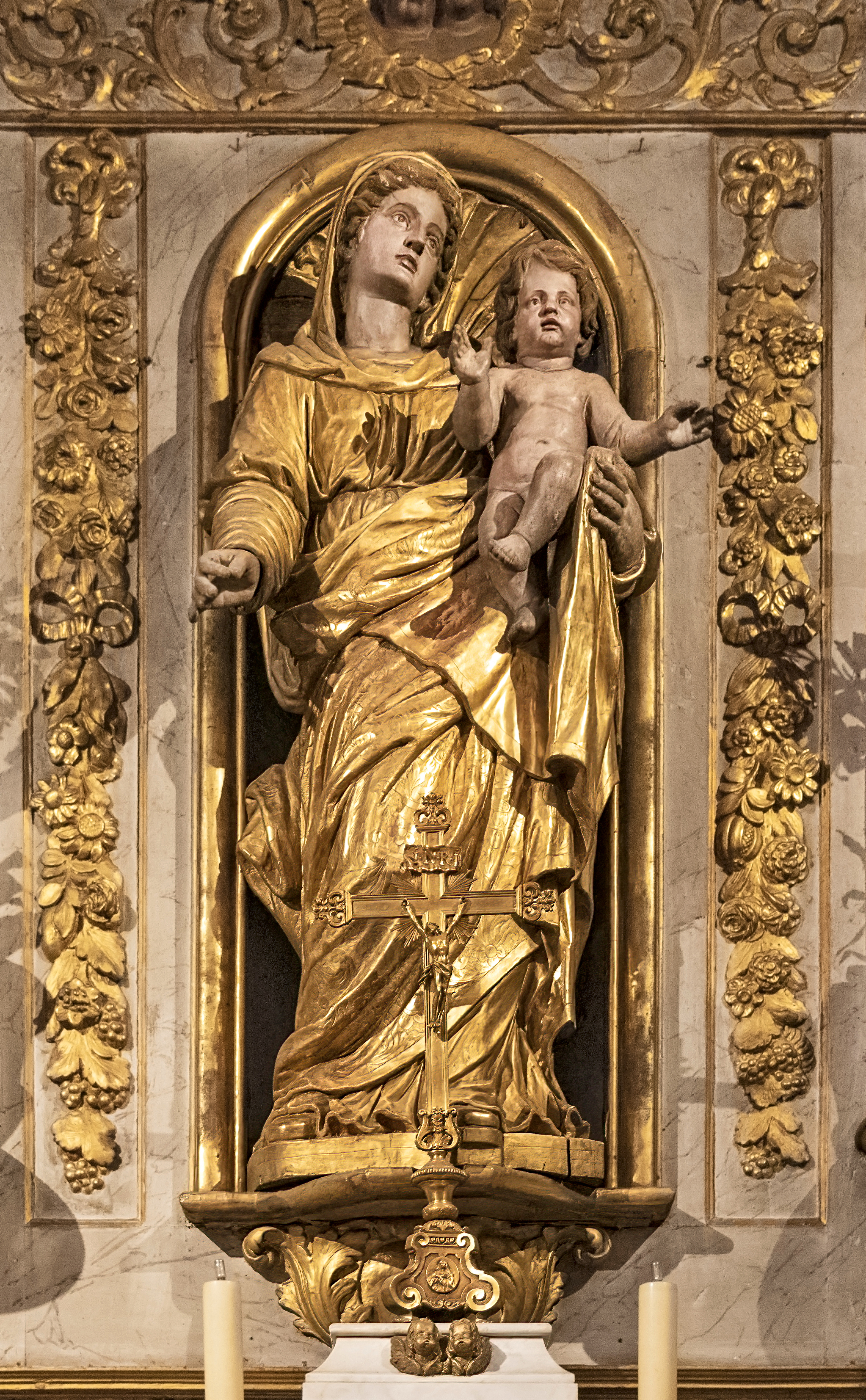
Virgen con el Niño
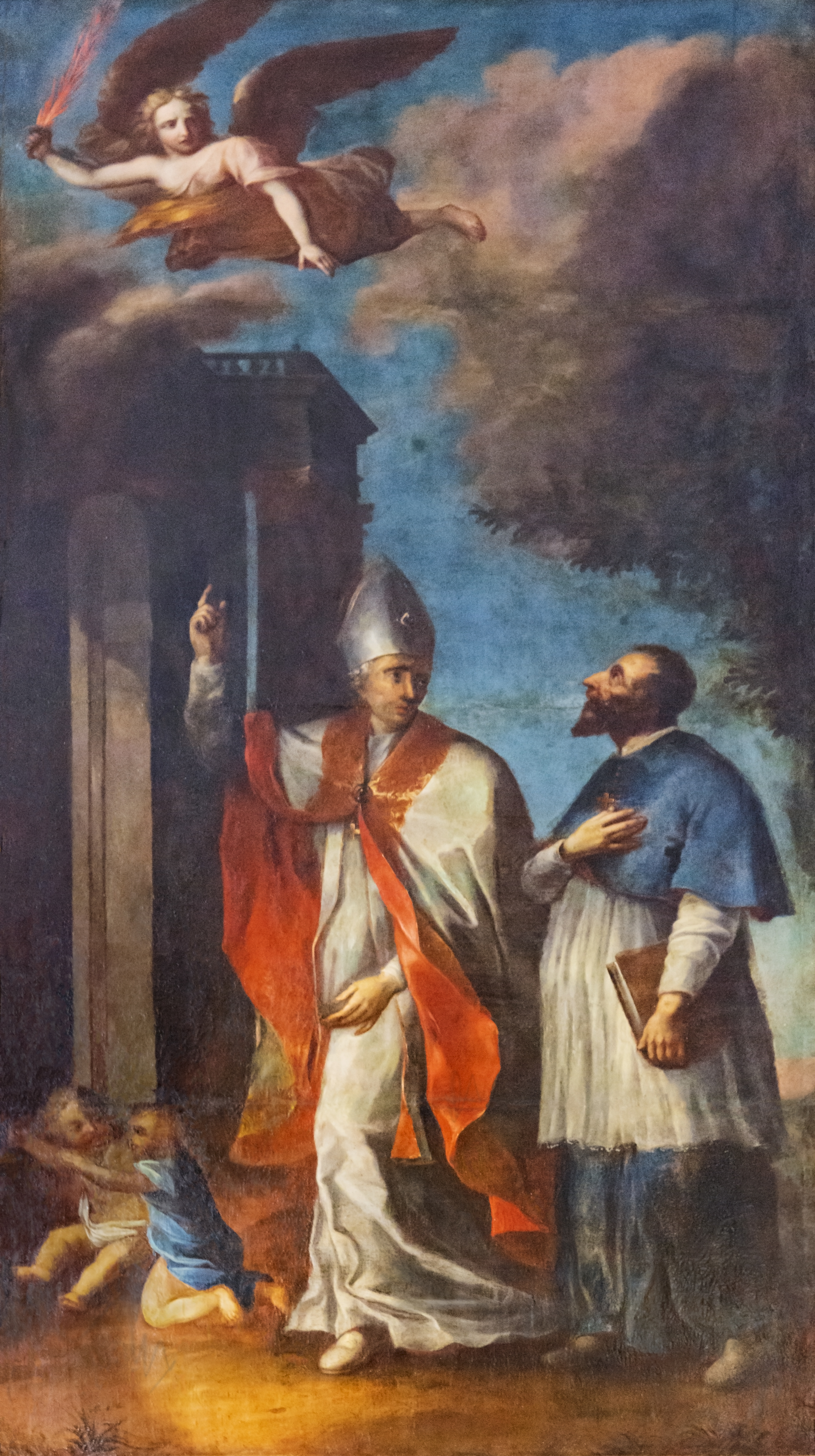
La profecia de San Salvio sobre la casa de Chilpérico
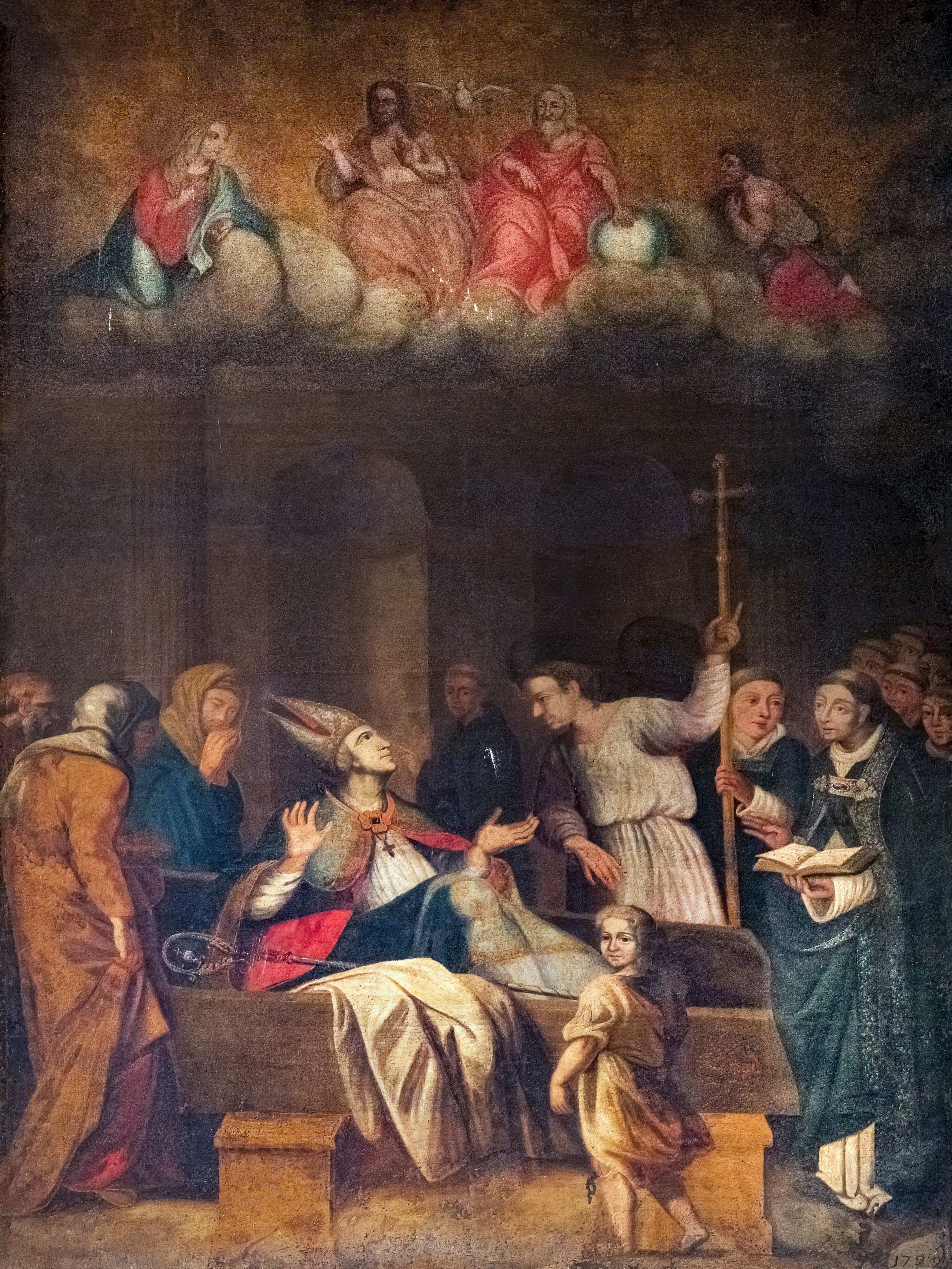
La resurrección de San Salvio
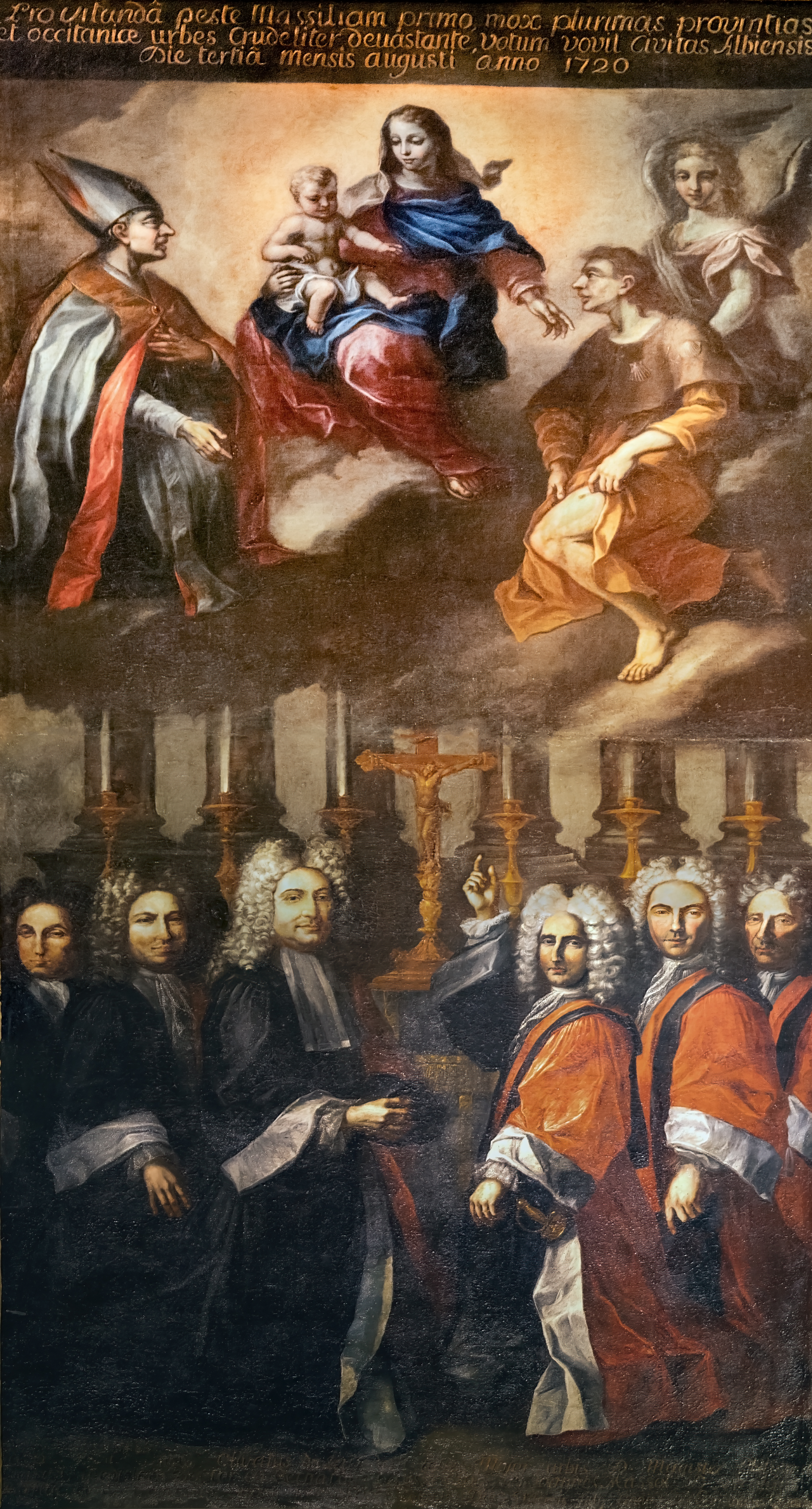
El voto de los Cónsules
Pintura monumental de la capilla del Sacré-Cœur [43]
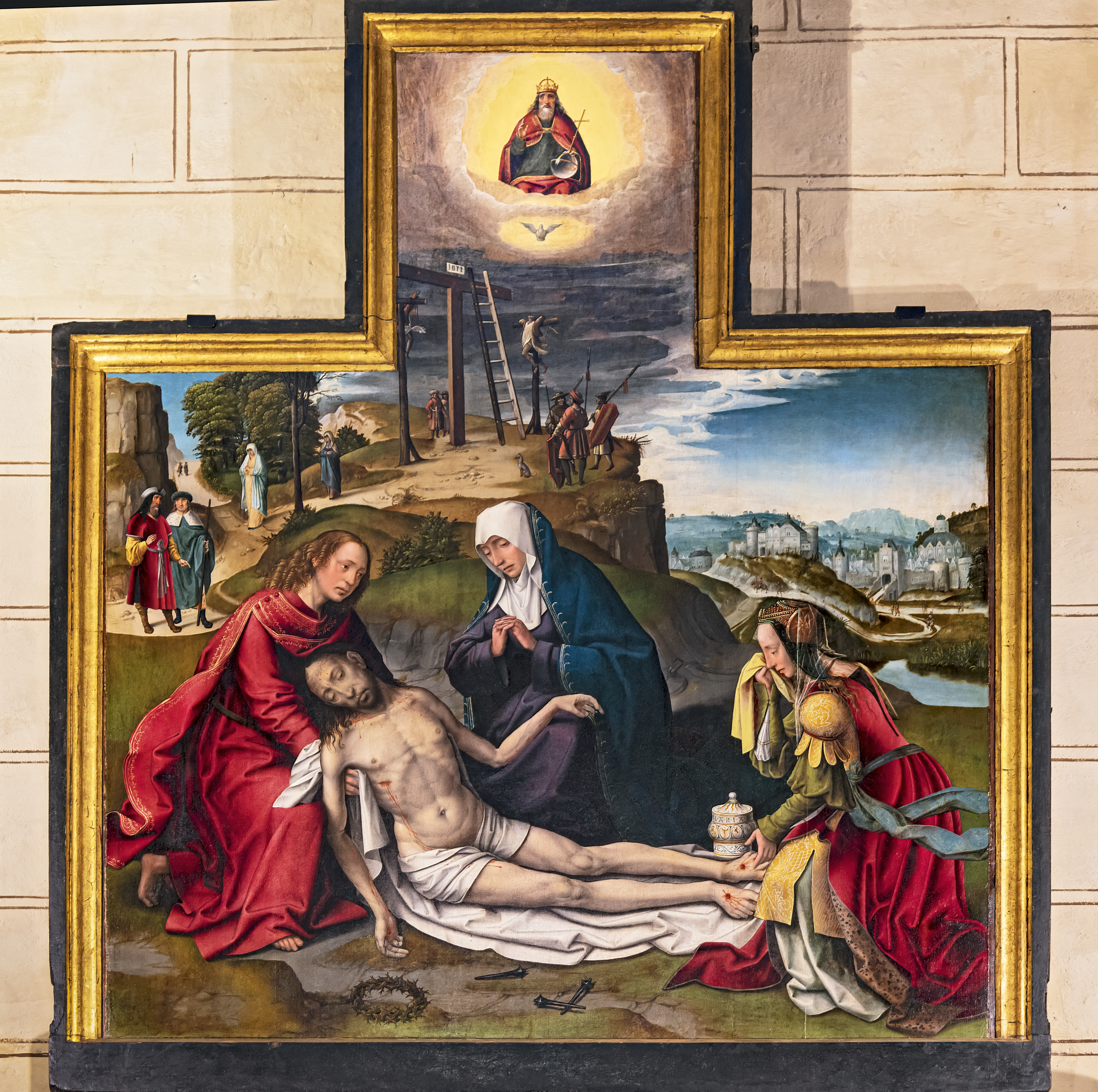
Lamentación de Cristo 1510
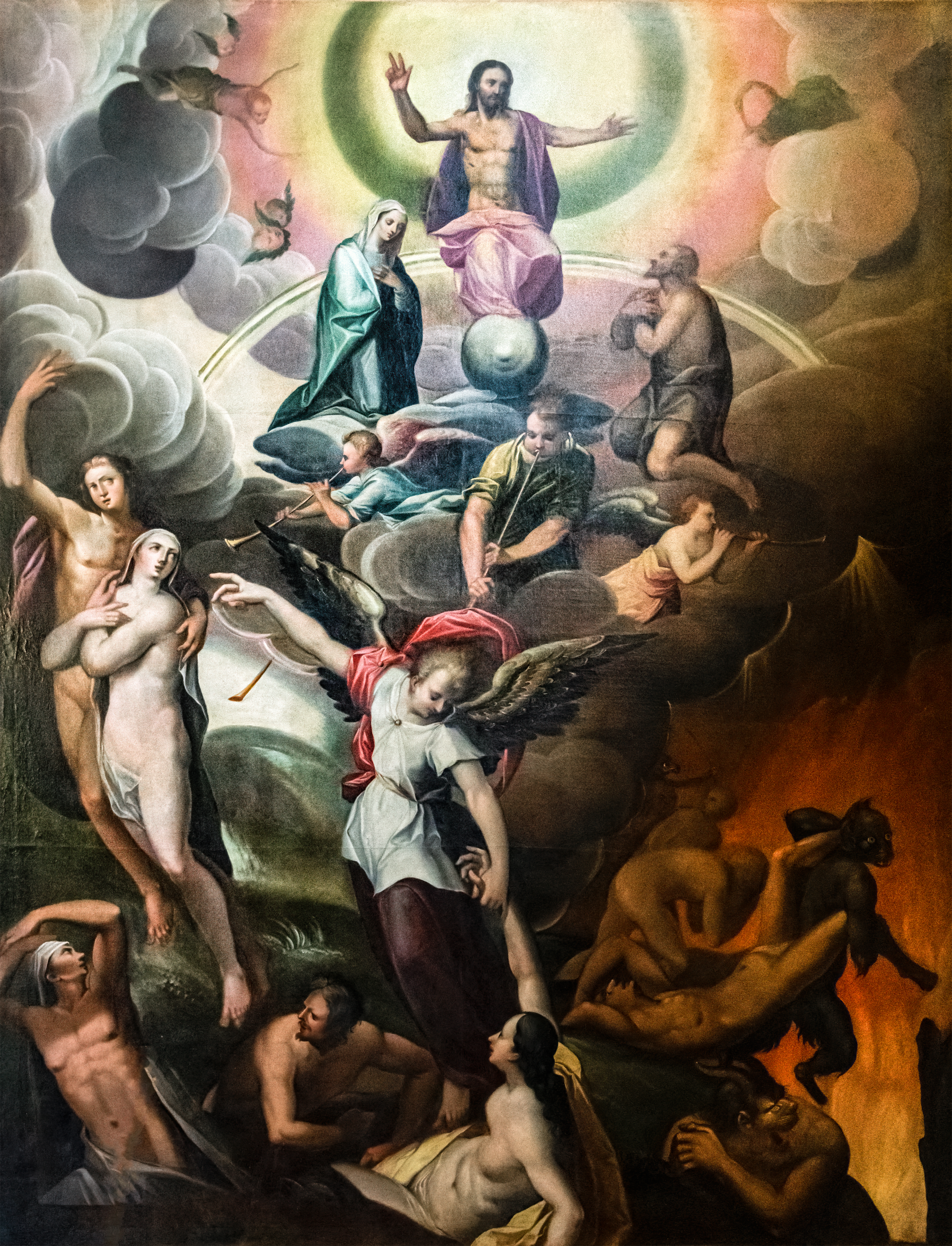
El Juicio Final - Jean Hourde

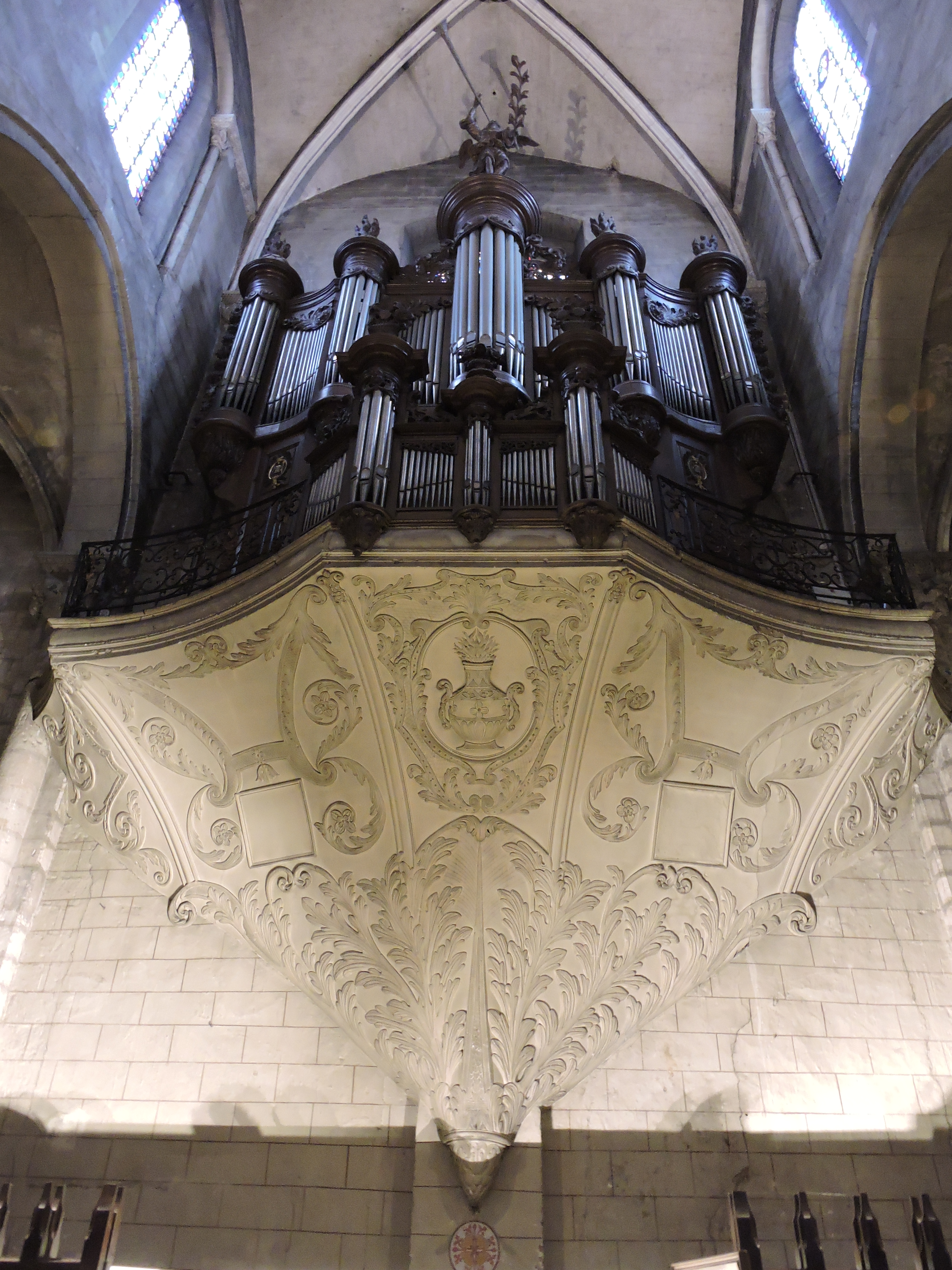
Órgano visto desde la nave.

## Órgano
La restauración del gran órgano de la colegiata de San Salvio comenzó después de cerca de un año y abogaba por la reconstrucción total. Los trabajos duraron aproximadamente cuatro años y la inauguración del nuevo instrumento estuvo prevista para 2021.

## Excavaciones arqueológicas

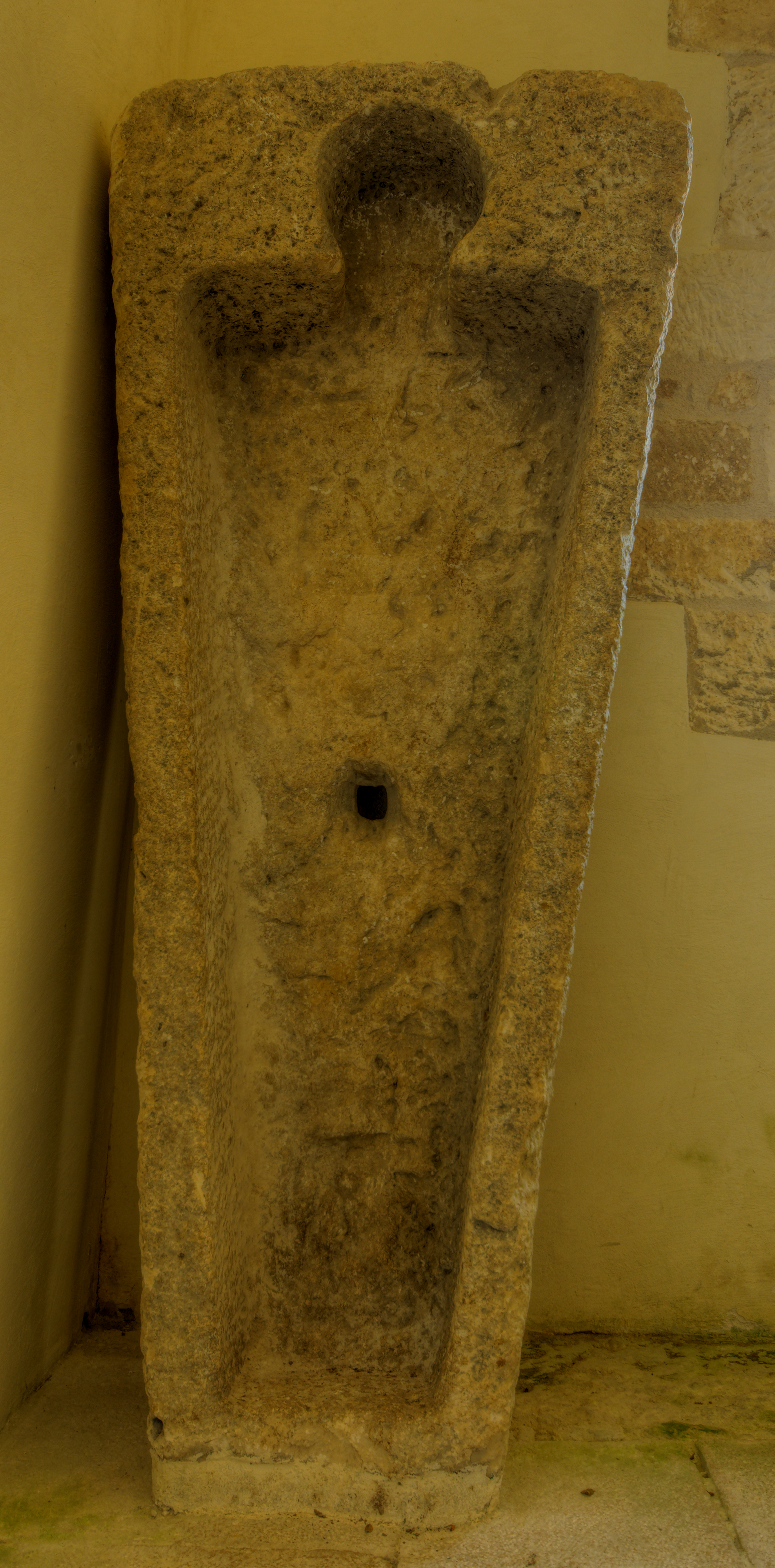
Ejemplo de sarcófago con compartimento para la cabeza.

Las primeras excavaciones datan de los años 1857-1861. En aquella época, la colegiata estaba rodeada por un entramado de casas adosadas, denominada roda de la plassa, mal comunicadas por las calles. El proyecto de Jean-François Mariès consiste en conectar el distrito central de la catedral con la Place du Vigan, el nuevo centro neurálgico de la ciudad. La calle que llevará su nombre discurre entre las casas antiguas y pasa por delante de la colegiata. Para corregir la pendiente de esta calle se realiza un desembolso que alcanza los cinco metros de profundidad a través de un antiguo cementerio.
Los arqueólogos han descubierto cinco niveles de enterramientos, los más altos en las llanuras son relativamente recientes, fechados utilizando monedas de Enrique IV y un rosario. En profundidad se descubrieron sarcófagos de piedra con compartimentos para la cabeza. Fueron datados en el período comprendido entre el siglo XI y el siglo XIV. Aún más abajo, se ha datado una necrópolis merovingia y carolingia con una moneda de Carlomagno y placas de hebilla. Estos descubrimientos apoyan la tesis del entierro de Salvio de Albi en el lugar.
En los años 50, las obras de restauración del claustro revelaron otra parte de la necrópolis y un fragmento de una cruz de piedra. Se revelaron cuatro niveles a lo largo de una profundidad de 1,60 metro, intercalando tumbas en el suelo o entre losas de piedra. Ningún descubrimiento ha permitido establecer una fecha. En 1997, la necesidad de sanear el campanario motivó la realización de prospecciones. Revelaron sarcófagos medievales y sencillas tumbas posteriores. Los niveles de época románica parecen haber desaparecido durante la construcción de la colegiata.
Finalmente, en 2010, las obras de electrificación de la iglesia requirieron la perforación de un armario. Allí estaba amurallada una estatua policromada de la Virgen María. Que data del siglo XIV, había sido olvidado en su armario cubierto con artesonado del siglo XVIII o principios del siglo XIX.

## Canónigos famosos
- c. 1548 – Gabriel de Laye o de L'Haye, canónigo de la colegiata, disfrutó de la Abadía de Notre-Dame de Valsaintes en este año. Murió el 4 de noviembre de 1558[48]